# Carlo III di Spagna
Carlo Sebastiano di Borbone (Carlos Sebastián de Borbón y Farnesio; Madrid, 20 gennaio 1716 – Madrid, 14 dicembre 1788) è stato duca di Parma e Piacenza con il nome di Carlo I dal 1731 al 1735, Re delle Due Sicilie (Rex utriusque Siciliae) dal 1735 al 1759 (Unione personale tra il Regno di Sicilia (Regno di Sicilia insulare) e il Regno di Napoli (Regno di Sicilia peninsulare), due regni autonomi, e dal 1759 fino alla morte re di Spagna con il nome di Carlo III.

Primogenito delle seconde nozze di Filippo V di Spagna con Elisabetta Farnese, era durante l'infanzia solo terzo nella linea di successione al trono spagnolo, cosicché sua madre si adoperò per dargli una corona in Italia rivendicando l'eredità dei Farnese e dei Medici, due dinastie italiane prossime all'estinzione. Grazie a un'efficace combinazione di diplomazia e interventi armati, la Farnese riuscì a ottenere dalle potenze europee il riconoscimento dei diritti dinastici di Carlo sul Ducato di Parma e Piacenza, di cui egli divenne duca nel 1731, e sul Granducato di Toscana, dove l'anno seguente fu dichiarato gran principe (cioè principe ereditario).
Nel 1734, durante la guerra di successione polacca, al comando delle armate spagnole conquistò il Regno di Napoli e l'anno successivo quello di Sicilia, sottraendoli alla dominazione austriaca. Nel 1735 fu incoronato re di Sicilia a Palermo, e nel 1738 fu riconosciuto sovrano dei due regni dai trattati di pace, in cambio della rinuncia agli stati farnesiani e medicei in favore degli Asburgo e dei Lorena. Capostipite della dinastia dei Borbone delle Due Sicilie, inaugurò un nuovo periodo di rinascita politica, ripresa economica e sviluppo culturale.
Alla morte del fratellastro Ferdinando VI nel 1759, fu chiamato a succedergli sul trono di Spagna, dove, allo scopo di modernizzare il paese, fu promotore di una politica riformista che gli valse la fama di monarca illuminato. In politica estera raccolse tuttavia diversi insuccessi a causa dell'alleanza con la Francia, sancita dal terzo patto di famiglia borbonico, che lo portò a contrapporsi con sorti alterne alla potenza marittima della Gran Bretagna.

## Biografia

### Ambizioni della Spagna alla nascita di don Carlo

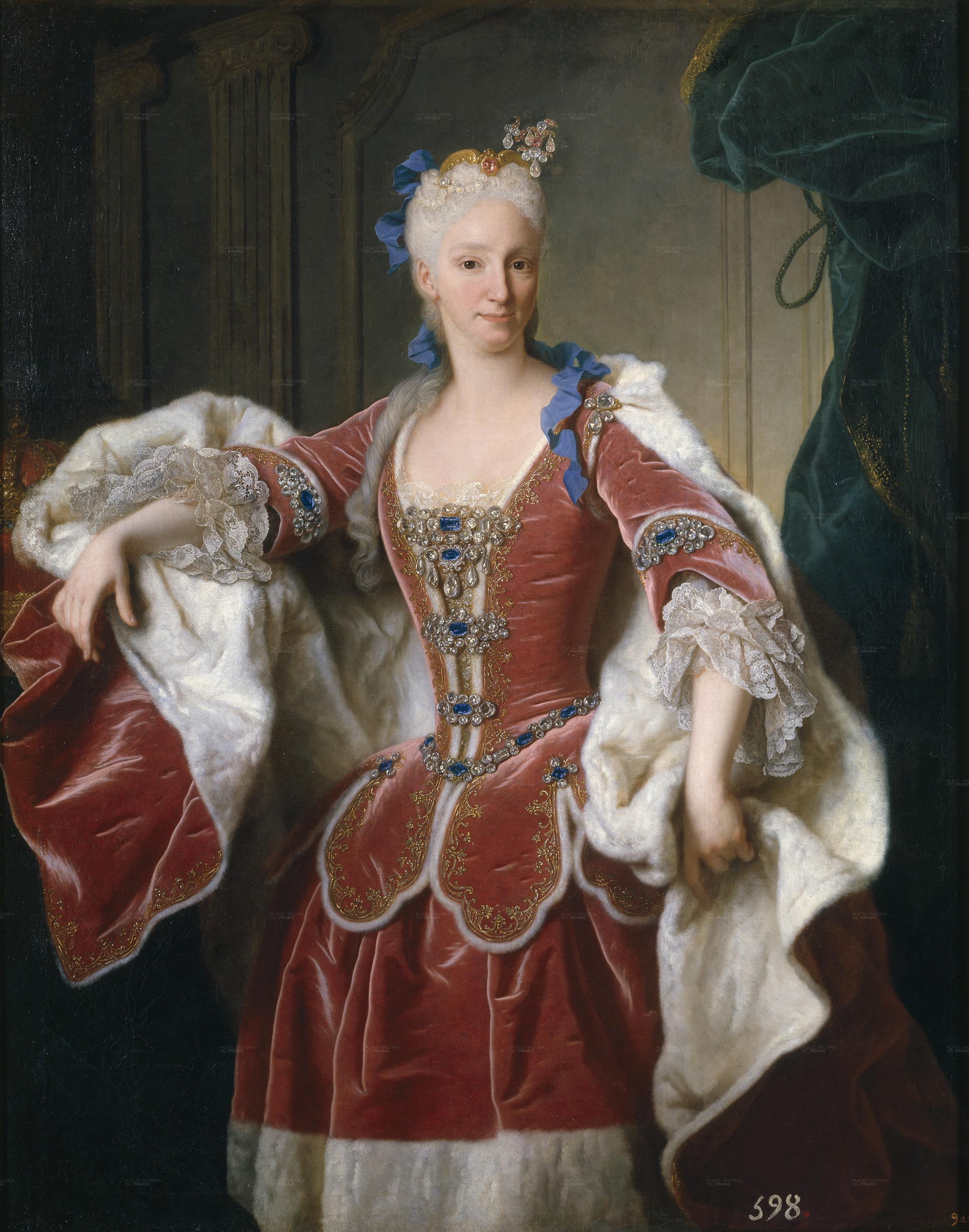
Ritratto di Elisabetta Farnese, Jean Ranc, Museo del Prado, Madrid

Il trattato di Utrecht, che nel 1713 contribuì a concludere la guerra di successione spagnola, ridusse enormemente il peso politico e militare della Spagna, il cui impero restò il più vasto esistente, conservando le colonie americane, ma fu fortemente ridimensionato dalla perdita dei numerosi domini europei. I Paesi Bassi del Sud, il Regno di Napoli, il Regno di Sardegna, il Ducato di Milano e lo Stato dei Presìdi passarono all'Austria; il Regno di Sicilia fu ceduto ai Savoia; mentre l'isola di Minorca e la rocca di Gibilterra, terre della madrepatria iberica, furono occupate dalla Gran Bretagna.
Il re Filippo V, che al prezzo di queste perdite territoriali aveva ottenuto il riconoscimento dei suoi diritti al trono, era intenzionato a restituire alla Spagna il prestigio perduto. Nel 1714, dopo la morte della sua prima moglie Maria Luisa di Savoia, il prelato piacentino Giulio Alberoni gli combinò un vantaggioso matrimonio con un'altra principessa italiana: Elisabetta Farnese, nipote e figliastra del duca di Parma e Piacenza Francesco Farnese. La nuova regina, donna energica, autoritaria e ambiziosa, acquistò rapidamente una grande influenza sulla corte e insieme all'Alberoni, nominato primo ministro nel 1715, fu fautrice di una politica estera aggressiva, mirante a riconquistare gli antichi possedimenti spagnoli in Italia.
Nel 1716, dopo poco più di un anno di matrimonio, la Farnese diede alla luce l'infante don Carlo, che sembrava non aver molte possibilità di occupare il trono spagnolo, poiché nella linea di successione era preceduto dai fratellastri Luigi e Ferdinando. Da parte di madre poteva invece aspirare a ereditare il Ducato di Parma e Piacenza dai Farnese, dinastia che volgeva ormai al tramonto, perché il duca Francesco non aveva figli, così come il suo unico fratello Antonio. Essendo pronipote di Margherita de' Medici, la regina Elisabetta tramandava al suo primogenito anche diritti sul Granducato di Toscana, dove l'anziano granduca Cosimo III aveva come unico possibile erede il figlio Gian Gastone, privo di discendenti e noto per la sua omosessualità.

### Trattati di Londra, dell'Aia, di Vienna e di Siviglia

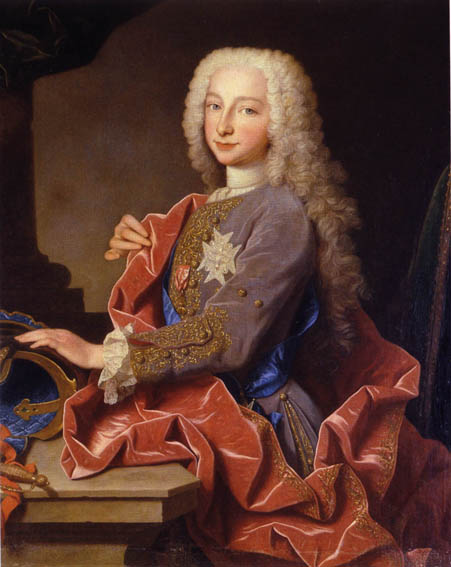
Ritratto dell'infante don Carlo all'età di nove anni, Jean Ranc, 1725, Palazzo reale di Madrid

La nascita di don Carlo avvenne nel momento in cui il progetto spagnolo di mettere in discussione l'ordine stabilito a Utrecht rappresentava la più grave minaccia all'equilibrio europeo. Per fronteggiare l'espansionismo della Spagna borbonica, Gran Bretagna, Francia e Province Unite nel 1717 formarono una coalizione antispagnola denominata Triplice alleanza, ma nonostante ciò Filippo V e l'Alberoni decisero l'occupazione della Sardegna austriaca e della Sicilia sabauda, nel tentativo di riannettere le due isole alla corona iberica.
Il 2 agosto 1718, attraverso il trattato di Londra, anche il Sacro Romano Impero aderì alla coalizione contro la Spagna, che prese quindi il nome di Quadruplice Alleanza. Come condizione di pace le quattro potenze imposero a Filippo V di aderire al trattato di Londra, che prevedeva la sua rinuncia a ogni pretesa sugli stati italiani; ma il sovrano spagnolo rifiutò, dando così inizio alla guerra della Quadruplice Alleanza. Il conflitto si concluse con una nuova sconfitta spagnola, e a pagarne le conseguenze politiche fu soprattutto l'Alberoni, che fu esautorato ed espulso dalla Spagna. Infine, con la pace dell'Aia del 1720, Filippo V fu costretto ad accettare le disposizioni del trattato di Londra.
Per quanto riguardava i diritti dinastici di don Carlo sul Granducato di Toscana e sul Ducato di Parma e Piacenza, il trattato stabiliva che, in caso di estinzione delle linee maschili dei Medici e dei Farnese, poiché sia Elisabetta Farnese sia l'imperatore Carlo VI d'Asburgo li rivendicavano, questi sarebbero stati considerati feudi maschili del Sacro Romano Impero, ma nel caso in cui anche la linea maschile della casa imperiale si fosse estinta, la successione sarebbe spettata al primogenito della regina di Spagna in qualità di feudatario dell'imperatore, che s'impegnava a concedergli l'investitura.

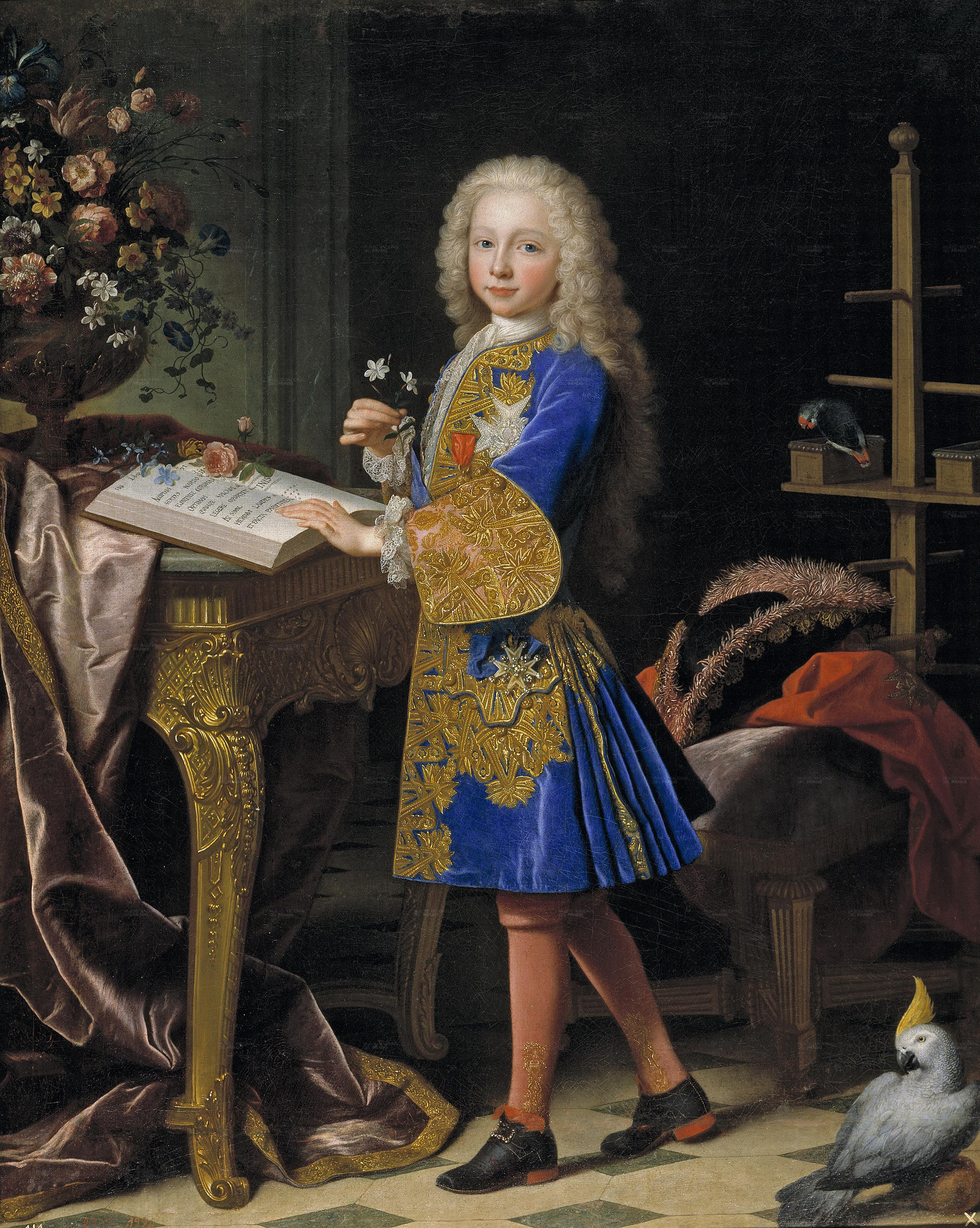
Don Carlo all'età di undici anni, Jean Ranc, 1727, Museo del Prado, Madrid

Dopo la guerra, la Spagna si avvicinò alla Francia attraverso tre fidanzamenti: al re francese Luigi XV, di undici anni, fu promessa l'infanta Marianna Vittoria, sua cugina, di tre anni; il principe delle Asturie Luigi, erede al trono spagnolo, e l'infante don Carlo, erede ai ducati italiani, avrebbero invece sposato due figlie del reggente Filippo II d'Orléans, rispettivamente Luisa Elisabetta e Filippa Elisabetta. Il principe Luigi sposò infatti Luisa Elisabetta nel 1722, e due anni dopo Filippo V abdicò in suo favore, ma dopo appena sette mesi di regno il nuovo re di Spagna morì di vaiolo, costringendo suo padre a riprendere la corona. Elisabetta Farnese, tornata a essere la regina consorte, divenne in questo periodo ancor più influente perché suo marito, oppresso da una forte depressione, la lasciò di fatto padrona della corte spagnola.
Nel 1725 i francesi ruppero il fidanzamento di Luigi XV con l'infanta Marianna Vittoria, e per rappresaglia gli spagnoli sciolsero anche quello tra don Carlo e Filippa Elisabetta, che fu rimandata in Francia insieme alla regina vedova sua sorella.
La Farnese decise allora di trattare con l'Austria, che, diventata grazie al trattato di Utrecht la nuova potenza egemone in Italia, era il principale ostacolo per l'espansione spagnola nella penisola.
La pace tra le due potenze fu stipulata con il trattato di Vienna del 1725, che sancì la definitiva rinuncia dell'imperatore Carlo VI al trono spagnolo, mentre Filippo V rinunciò ai suoi diritti sugli ex possedimenti spagnoli in Italia e nei Paesi Bassi. Il plenipotenziario della Spagna, Johan Willem Ripperda, si spinse fino a chiedere la mano dell'arciduchessa Maria Teresa, primogenita di Carlo VI, in nome di don Carlo.
Tale intesa si ruppe in seguito alla guerra anglo-spagnola (1727-1729), quando l'imperatore negò il suo consenso al fidanzamento, spingendo Filippo V a rompere i patti con l'Austria e a stipulare il trattato di Siviglia con Gran Bretagna e Francia. Quest'ultimo accordo garantì a don Carlo il diritto di occupare Parma e Piacenza anche con la forza delle armi.

### Fine dei Farnese e arrivo in Italia

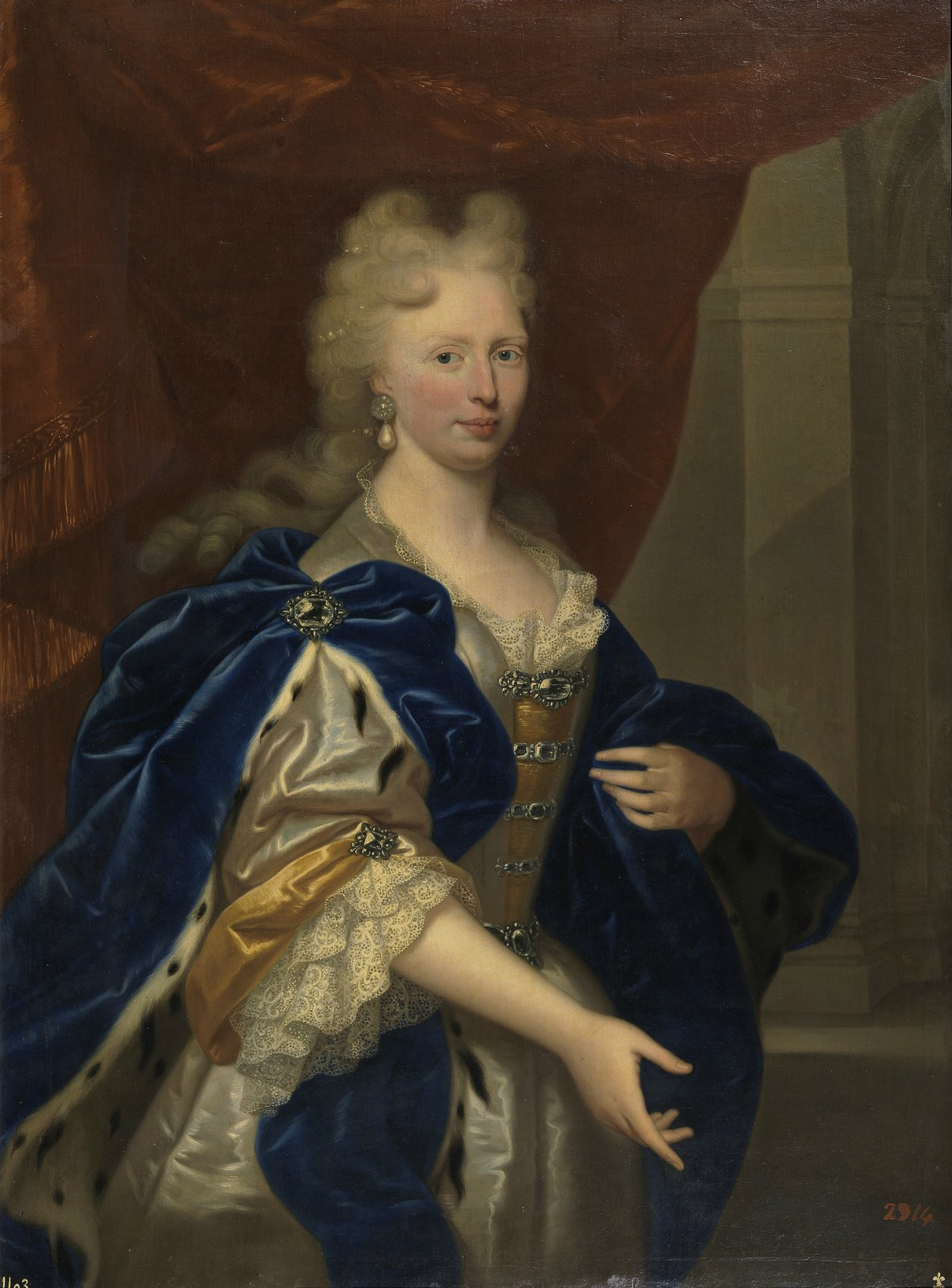
Dorotea Sofia di Neuburg, guardiana di Carlo e reggente di Parma. Museo del Prado, Madrid

Alla morte del duca Antonio Farnese, avvenuta il 20 gennaio 1731, il conte Daun, governatore austriaco di Milano, ordinò l'occupazione del ducato farnesiano in nome di don Carlo, feudatario dell'imperatore in virtù del trattato di Londra. Tuttavia il defunto duca di Parma nel suo testamento aveva nominato come erede il «ventre pregnante» della moglie Enrichetta d'Este, da lui a torto creduta incinta, e istituito un consiglio di reggenza, che protestò per l'occupazione del ducato, perché, se la duchessa vedova avesse partorito un maschio, questo avrebbe scavalcato il primogenito di Elisabetta Farnese nella linea di successione al trono ducale. Esaminata da un gruppo di medici e levatrici, Enrichetta fu dichiarata incinta di sette mesi, ma molti, tra cui la regina di Spagna, consideravano il suo stato interessante una messinscena.
Papa Clemente XII cercò a sua volta di far valere gli antichi diritti feudali della Santa Sede sul ducato, e a questo scopo ne ordinò l'occupazione al suo esercito, che fu però preceduto da quello imperiale. Il pontefice scrisse allora lettere di protesta alle maggiori corti cattoliche d'Europa per far valere le sue ragioni, e inviò a Parma monsignor Giacomo Oddi in qualità di commissario apostolico, per rivendicare il ducato qualora la gravidanza della duchessa vedova si fosse rivelata inesistente. Poiché la corte imperiale rimase insensibile alle proteste di Roma, il papa richiamò da Vienna il cardinale Grimaldi, suo nunzio apostolico in Austria.
Il 22 luglio la Spagna aderì al secondo trattato di Vienna, col quale ottenne dall'imperatore l'assenso per l'arrivo dell'infante in Italia, e in cambio riconobbe la Prammatica Sanzione del 1713, documento che avrebbe permesso all'arciduchessa Maria Teresa di succedere al padre sul trono asburgico. Il 20 ottobre, a Siviglia, dopo una solenne cerimonia in cui suo padre Filippo V gli regalò una preziosa spada appartenuta a Luigi XIV, don Carlo partì finalmente alla volta dell'Italia. Viaggiò via terra fino ad Antibes sulla costa francese, di qui s'imbarcò per la Toscana, e arrivò a Livorno il 27 dicembre 1731.
Una volta verificata l'inesistenza della gravidanza di Enrichetta d'Este, il commissario apostolico Oddi prese possesso del ducato in nome della Santa Sede, mentre il plenipotenziario imperiale in Italia, il conte Carlo Borromeo Arese, fece lo stesso in nome di don Carlo. Infine prevalsero le ragioni imperiali e spagnole, cosicché il 29 dicembre la reggenza di Parma in nome dell'infante fu affidata a Dorotea Sofia di Neuburg, sua nonna materna e contutrice (l'altro contutore era il granduca di Toscana Gian Gastone de' Medici), nelle cui mani giurarono i rappresentanti di Parma e Piacenza, e i deputati delle comunità di Cortemaggiore, Fiorenzuola, Borgo Val di Taro, Bardi, Compiano, Castell'Arquato, Castel San Giovanni e della Val Nure. L'Oddi fece stampare a Bologna una protesta contro il giuramento, mentre il vescovo Marazzani fu inviato dalla reggente Dorotea per fare in modo che, in cambio dell'investitura papale, l'infante riconoscesse i diritti feudali della Chiesa e pagasse un tributo annuo a Roma; ma tali trattative non ebbero esito.

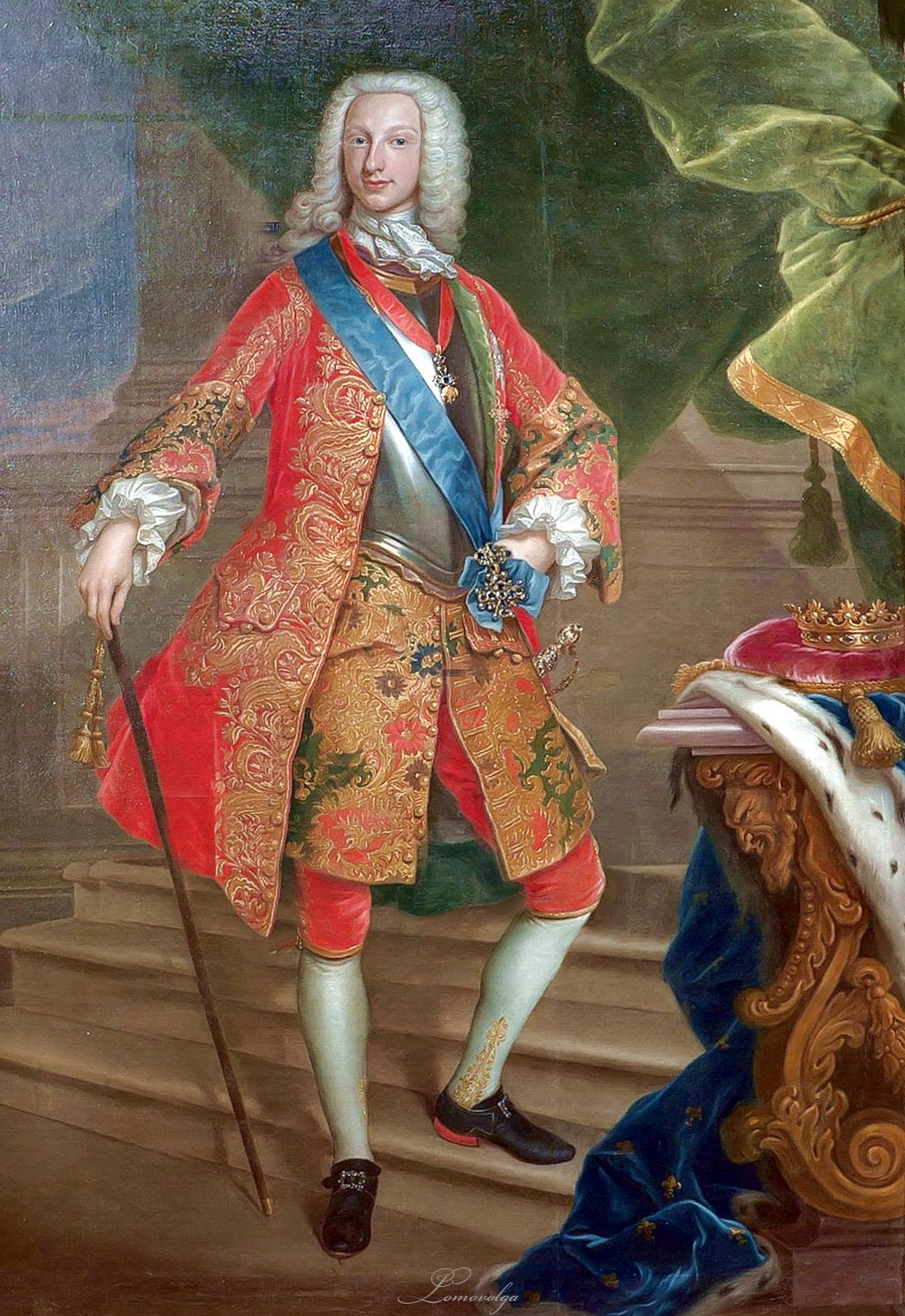
Carlo, duca di Parma, Giovanni Maria delle Piane (detto il Mulinaretto), 1732, Palazzo Reale della Granja de San Ildefonso

Intanto don Carlo, diretto verso Firenze, a Pisa fu colpito dal vaiolo in una forma piuttosto lieve; la malattia però lo costrinse a rimanere a letto per qualche tempo e gli lasciò qualche cicatrice sul volto. Entrò in trionfo nella capitale medicea il 9 marzo 1732, con un seguito di oltre 250 persone, a cui poi si aggiunsero numerosi italiani. Nonostante l'infante spagnolo gli fosse stato imposto come successore dalle potenze europee, Gian Gastone de' Medici l'accolse calorosamente, e l'ospitò nella residenza granducale di Palazzo Pitti.
Al suo arrivo nella penisola, il giovane infante non aveva ancora compiuto sedici anni. Secondo i contemporanei la rigida educazione che gli era stata impartita in Spagna non aveva avuto un ruolo importante nella sua formazione. Alvise Mocenigo, ambasciatore della Repubblica di Venezia a Napoli, anni dopo disse che «tenne sempre un'educazione lontanissima da ogni studio e da ogni applicazione per diventare da sé stesso capace di governo». Dello stesso parere fu il conte Ludovico Solaro di Monasterolo, ambasciatore sabaudo, che nel 1742 lo descrisse così al suo re:

Stemma come duca di Parma e Piacenza e gran principe ereditario di Toscana (1731-1735). Ai lati dello stemma dei Borbone di Spagna vi sono quello dei Medici (a sinistra) e quello dei Farnese (a destra).

In compenso studiava pittura e incisione e praticava diverse attività fisiche, pesca e caccia soprattutto. Sir Horace Mann, diplomatico britannico a Firenze, racconta che la sua passione per la caccia era tale che a Palazzo Pitti «si divertiva a tirare con arco e frecce gli arazzi che pendevano dalle pareti delle sue stanze, ed era diventato talmente abile in ciò, che era raro che non colpisse l'occhio a cui mirava». Molto religioso e particolarmente rispettoso dell'autorità materna, don Carlo aveva però un carattere allegro ed esuberante. Il suo aspetto era caratterizzato da un naso molto pronunciato: era descritto infatti come «un ragazzo bruno, magro in viso, con tanto di naso, e sgraziato quanto mai».
Il 24 giugno, festa del patrono di Firenze San Giovanni Battista, Gian Gastone lo nominò gran principe ereditario di Toscana, permettendogli di ricevere l'omaggio del Senato fiorentino, che secondo la tradizione prestava giuramento di fedeltà nelle mani dell'erede al trono granducale. Carlo VI reagì adirato alla nomina, obiettando di non avergli ancora concesso l'investitura imperiale, ma incurante delle proteste austriache i genitori lo inviarono a prender possesso anche del ducato farnesiano. Il nuovo duca entrò a Parma nell'ottobre 1732, accolto da grandi festeggiamenti. Sul frontone del Palazzo ducale fu scritto Parma resurget (Parma risorgerà), e al Teatro Farnese fu rappresentato il dramma La venuta di Ascanio in Italia, composto per l'occasione da Carlo Innocenzo Frugoni.
Nel 1733 la decisione di don Carlo di rinnovare le antiche pretese farnesiane sui territori laziali di Castro e Ronciglione, tolti ai Farnese e annessi allo Stato Pontificio da papa Innocenzo X nel 1649, provocò nuove tensioni con la Santa Sede.

### Conquista dei regni di Napoli e di Sicilia

Stemma come re di Napoli (1736-1759)

Nel 1733, la morte di Augusto II di Polonia scatenò una crisi successoria che ruppe il già precario equilibrio europeo, e la guerra che ne derivò vedeva sul fronte italiano Francia e Spagna, alleatesi con il primo patto di famiglia borbonico, fronteggiare l'Austria con l'appoggio dei Savoia.
Agli spagnoli fu affidato un ruolo marginale nell'Italia settentrionale, ma il principale obiettivo di Elisabetta Farnese era conquistare per il figlio i territori più estesi tra quelli che il trattato di Utrecht aveva tolto alla Spagna: il regno di Napoli e il regno di Sicilia. Questi territori appartenevano ormai tutti all'Austria, da quando, nel 1720, col trattato dell'Aia, l'imperatore Carlo VI d'Asburgo, già sovrano di Napoli, aveva ottenuto la Sicilia dai Savoia, cedendo loro la Sardegna.
La guerra forniva alla Farnese l'occasione di conquistare i due regni del Meridione d'Italia per il figlio, cosicché negli anni 1734-1735 la Spagna intraprese una vittoriosa campagna militare sottraendo i due regni agli austriaci. Il comando dell'esercito spagnolo, nominalmente in mano a Carlo, era nei fatti esercitato da José Carrillo de Albornoz, conte di Montemar, che il 25 maggio 1734 conseguì la vittoria decisiva a Bitonto ed entrò a Napoli.
L'anno successivo occupò il regno di Sicilia. Carlo fu quindi incoronato rex utriusque Siciliae, come Carlo III, il 3 luglio 1735 nella Cattedrale di Palermo, dove il sovrano giurò, sui Vangeli, il rispetto e l'osservanza della Costituzione, dei Capitoli del Regno di Sicilia e dei privilegi e delle consuetudini della città di Palermo; a loro volta i nobili e gli ecclesiastici siciliani gli giurarono fedeltà, manifestando il loro consenso; questa è la titolatura ufficiale usata in ogni suo decreto e priva di numerazioni.
In un primo momento, per non irritare l'imperatore Carlo VI, il papa Clemente XII si rifiutò di concedere l'investitura al nuovo sovrano.

#### Nome e titolatura

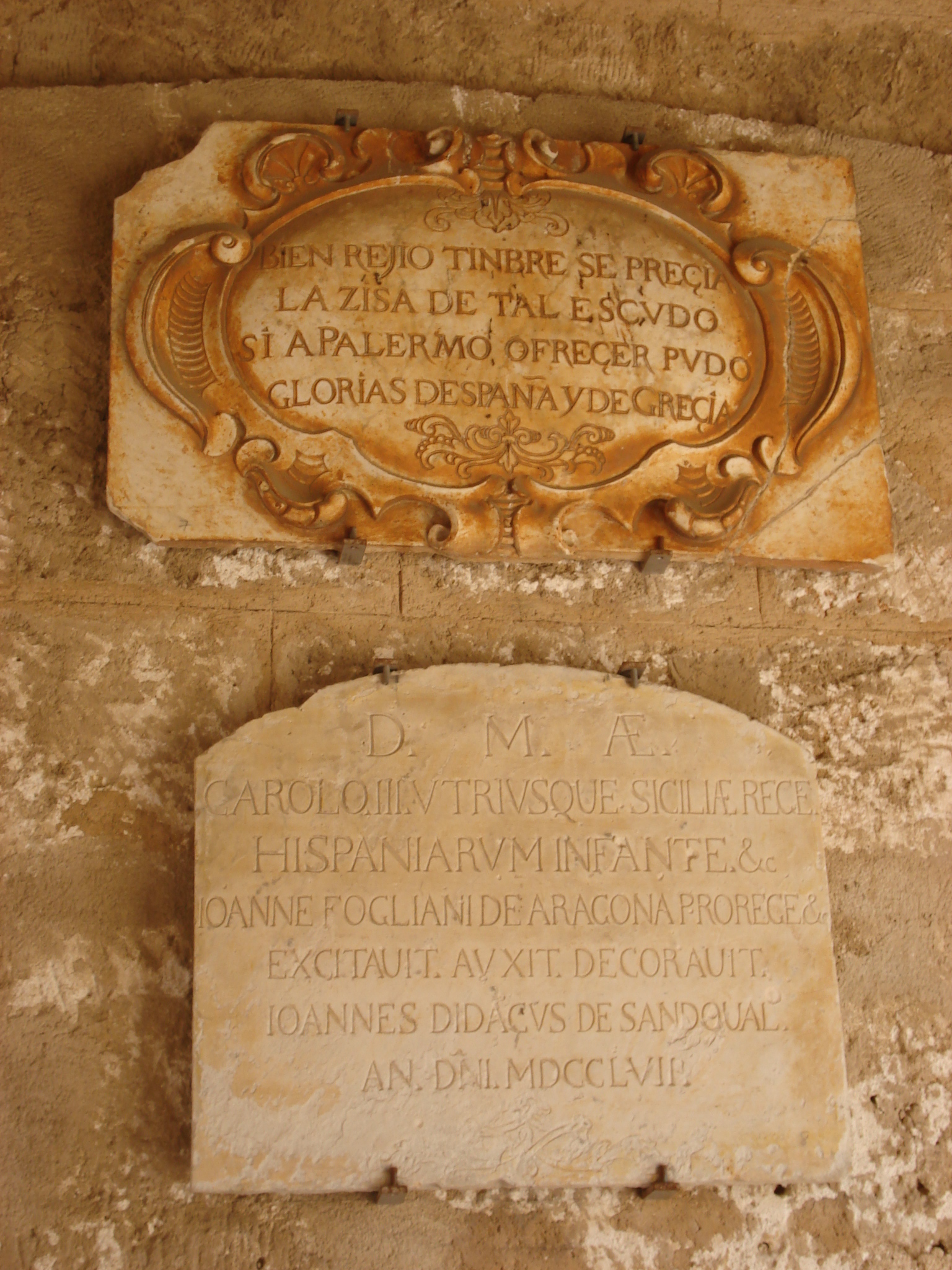
Lapide all'interno del palazzo della Zisa a Palermo che reca il nome di Carlo III, re delle Due Sicilie (Carolo III, utriusque Siciliae Rege), 1757

Carlo fu definito a re di Napoli con il nome di Carlo VII, ma questo nome non fu mai utilizzato dal sovrano, che preferì non apporre nessun numerale dopo il suo nome, per marcare una netta discontinuità tra il suo regno e quelli dei predecessori che regnarono da un trono straniero. In Sicilia fu invece detto Carlo III. Sulla questione il contemporaneo Pietro Giannone scrisse:
Per tutti questi motivi il nuovo sovrano preferì usare in ogni suo decreto una titolatura priva di numerazioni:

### Pace con l'Austria e matrimonio

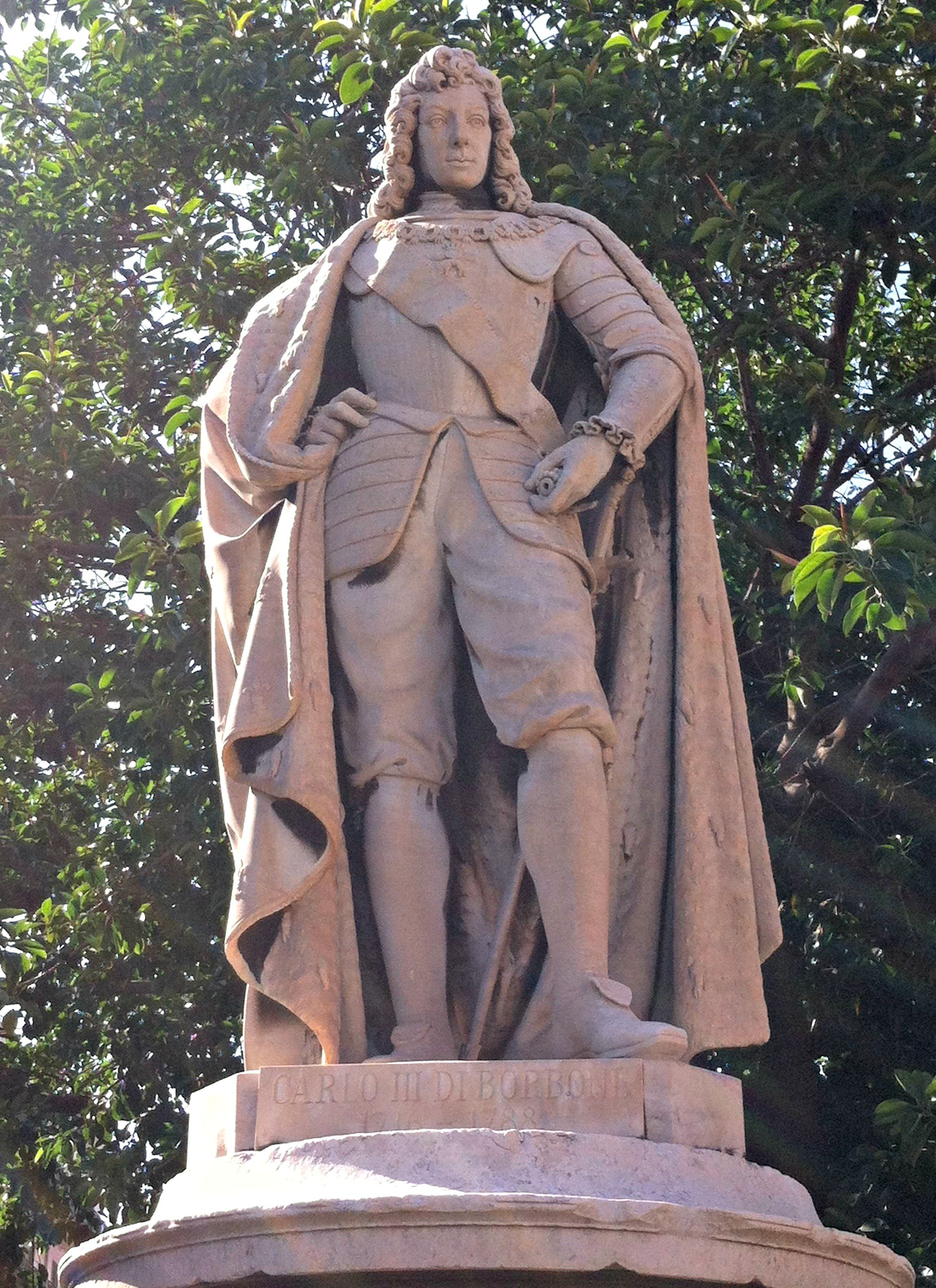
Monumento a Carlo III del 1859, opera dello scultore Saro Zagari, in piazza Felice Cavallotti a Messina

I negoziati per la conclusione del conflitto portarono alla firma dei preliminari di pace del 3 ottobre 1735, le cui disposizioni furono poi confermate il 18 novembre 1738 dal terzo trattato di Vienna. La coalizione borbonico-sabauda vinse la guerra, ma il trono polacco fu occupato dal candidato austro-russo Augusto III, già principe elettore di Sassonia, col nome di Federico Augusto II.
Carlo di Borbone fu riconosciuto da tutte le potenze europee come legittimo sovrano dei due regni, e gli fu ceduto anche lo Stato dei Presìdi, a condizione che questi stati rimanessero sempre separati dalla corona di Spagna. Intanto, con la corte a Napoli, mantenne nel regno di Sicilia la figura del viceré inviandovi nel 1737 Bartolomeo Corsini, ma anche quella del parlamento siciliano.
In quegli anni le speranze riposte in don Carlo erano tali da rendere diffusa la convinzione che egli avrebbe unificato l'intera penisola e assunto il titolo di re d'Italia. Tale prospettiva era auspicata anche al di fuori dei confini napoletani, tanto che, due anni dopo la conquista di Napoli, il conte piemontese esiliato in Olanda Alberto Radicati di Passerano gli rivolse quest'appello:
Fu però obbligato a rinunciare al Ducato di Parma e Piacenza, ceduto all'imperatore, e al diritto di successione sul Granducato di Toscana, trasferito a Francesco Stefano di Lorena, marito dell'arciduchessa Maria Teresa, che divenne granduca alla morte di Gian Gastone de' Medici nel 1737. Carlo conservò comunque per sé e per i suoi successori i titoli di duca di Parma, Piacenza e Castro e gran principe ereditario di Toscana, e ottenne inoltre il diritto di trasferire da Piacenza e Parma a Napoli tutti i beni ereditati dai Farnese, costituenti la collezione Farnese.
Contemporaneamente alle trattative di pace, Elisabetta Farnese cominciò a intavolare negoziati per assicurare al figlio un matrimonio vantaggioso. Sfumata a causa dell'opposizione di Vienna la possibilità di ottenere la mano di una delle arciduchesse austriache, e nonostante la Francia proponesse le sue principesse, la scelta della regina di Spagna cadde su Maria Amalia di Sassonia, figlia del nuovo re di Polonia Augusto III. La Farnese era intenzionata a consolidare la pace con l'Austria, e Maria Amalia, essendo figlia di una nipote dell'imperatore Carlo VI, rappresentava una valida alternativa a una delle arciduchesse.
La promessa di nozze fu ratificata il 31 ottobre 1737. Maria Amalia era all'epoca appena tredicenne, sicché fu necessaria una dispensa papale per l'età, ottenuta dai diplomatici napoletani insieme al permesso per il corteo nuziale di attraversare lo Stato Pontificio. La cerimonia fu celebrata per procura a Dresda il 9 maggio dell'anno successivo (il sovrano napoletano fu rappresentato dal fratello maggiore della sposa Federico Cristiano). Il matrimonio agevolò la conclusione della controversia diplomatica con la Santa Sede: il giorno dopo le nozze fu infatti firmata la bolla pontificia che proclamò Carlo re di Napoli.
L'incontro tra i due sposi avvenne il 19 giugno 1738 a Portella, una località al confine del regno presso Fondi, e durante il periodo dei festeggiamenti, il 3 luglio, re Carlo istituì l'insigne e reale ordine di San Gennaro, l'ordine cavalleresco più prestigioso delle Due Sicilie. In seguito, per premiare i militari che lo avevano aiutato nella conquista del regno, istituì il Reale ordine militare di San Carlo (22 ottobre 1738).

### Primi anni di governo
Gli inizi del regno di Carlo di Borbone furono caratterizzati da una forte dipendenza dalla corte di Madrid, dove Elisabetta Farnese esercitava la sua influenza su Napoli attraverso due nobili spagnoli a cui aveva affidato il figlio prima d'inviarlo in Italia: il conte di Santisteban, primo ministro e tutore del re, e il marchese di Montealegre, segretario di Stato. Santisteban in particolare fu per i primi quattro anni del regno di Carlo l'uomo più potente della corte napoletana, tanto da scegliere le frequentazioni e le amicizie del re, premurandosi che nessuno assumesse presso il giovane sovrano un'influenza superiore alla sua. Un'autorità che sarebbe durata molto più a lungo di quella dei due spagnoli fu poi progressivamente ottenuta dal giurista Bernardo Tanucci, che seppe imporsi come uno degli uomini più influenti della corte.
Nel 1738, Carlo e Maria Amalia determinarono la caduta del conte di Santisteban, di cui mal tolleravano l'invadente tutela, e ne sollecitarono il richiamo in Spagna. Gli successe nella carica di primo ministro un altro spagnolo, il marchese di Montealegre, che non seppe guadagnarsi una popolarità a corte maggiore di quella del suo predecessore, ma la cui posizione era saldamente garantita dal favore di Elisabetta Farnese, che attraverso uno stretto contatto epistolare con lui esercitava il suo controllo sul figlio.

### Guerra di successione austriaca
La pace sancita a Vienna ebbe breve durata: nel 1740, alla morte di Carlo VI d'Asburgo, il disconoscimento della Prammatica Sanzione scatenò l'ultima grande guerra di successione. La Spagna, insieme a Francia e Prussia, si opponeva all'Austria di Maria Teresa e alla coalizione che la sosteneva, a cui tra gli altri stati aderirono la Gran Bretagna e il Regno di Sardegna.
Carlo si proclamò neutrale, ma quando suo padre lo sollecitò a mandare delle truppe nell'Italia centrale in appoggio a quelle spagnole, spedì al fronte dodicimila uomini, sotto il comando del duca di Castropignano. La Spagna, pur disponendo in battaglia di truppe napoletane, sperava di trarre vantaggio dalla neutralità delle Due Sicilie. Carlo fu però costretto a tornare sui suoi passi nell'agosto 1742, quando il commodoro britannico Martin, al comando di una squadra navale entrata nel golfo di Napoli, minacciò di bombardare la città se egli non si fosse ritirato dal conflitto. Il Montealegre, nonostante fosse stato avvertito mesi prima del pericolo di un'incursione navale inglese, convinto com'era che Napoli fosse protetta dalla sua formale neutralità, fu colto di sorpresa, e convinse il re a cedere alle richieste della Gran Bretagna.

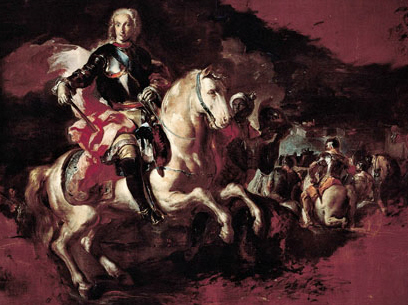
Trionfo di Carlo di Borbone alla battaglia di Velletri, Francesco Solimena, 1744, reggia di Caserta

La dichiarazione di neutralità del re di Napoli fu fortemente biasimata dai governi di Francia e Spagna, che la ritennero una prova di debolezza, e d'altro canto non fu presa in considerazione dalle potenze nemiche, che con il trattato di Worms del settembre 1743 decisero che Napoli e i Presìdi sarebbero tornati all'Austria e la Sicilia ai Savoia. Nel novembre seguente, Maria Teresa si rivolse ai sudditi del regno di Napoli con un proclama, redatto da esuli napoletani a Vienna, in cui prometteva (oltre all'espulsione degli ebrei introdotti da Carlo) perdoni e vari benefici, nella speranza d'una ribellione antiborbonica. L'imminente invasione austriaca riaccese le speranze del partito filoasburgico, che Tanucci represse disponendo l'arresto di oltre ottocento persone.
Dalla corte di Madrid i genitori di Carlo lo incoraggiarono a prendere le armi, additandogli l'esempio del fratello minore, l'infante Filippo, che s'era già distinto su numerosi campi di battaglia. Rischiando di perdere il regno conquistato appena dieci anni prima, il 25 marzo 1744, dopo aver emanato un proclama per rassicurare i suoi sudditi, re Carlo prese infine il comando del suo esercito per contrastare le armate austriache del principe di Lobkowitz, che marciavano verso il confine napoletano.
La partecipazione delle Due Sicilie al conflitto culminò l'11 agosto nella decisiva battaglia di Velletri, in cui le truppe napoletane, guidate dallo stesso re, dal duca di Modena Francesco III d'Este e dal duca di Castropignano, insieme a quelle spagnole agli ordini del conte di Gages, sconfissero nettamente gli austriaci del Lobkowitz, infliggendogli gravi perdite. Il coraggio dimostrato dal sovrano napoletano in battaglia spinse il re di Sardegna Carlo Emanuele III, suo nemico, a scrivere che «aveva rivelato una costanza degna del suo sangue e che si era comportato gloriosamente».
La vittoria di Velletri assicurò definitivamente a re Carlo il possesso delle Due Sicilie. Inoltre, il trattato di Aquisgrana, concluso nel 1748, assegnò a suo fratello Filippo il Ducato di Parma e Piacenza, unito al Ducato di Guastalla, accrescendo così la presenza borbonica in Italia.

### Emancipazione dall'influenza spagnola
Il marchese di Montealegre, la cui reputazione risentiva del comportamento tenuto in occasione dell'incursione inglese del 1742, essendosi attirato le antipatie della regina Maria Amalia, fu richiamato in patria nel 1746. Gli successe nella carica di primo ministro il piacentino Giovanni Fogliani Sforza d'Aragona, la cui nomina rappresentò un passo avanti verso una maggiore autonomia dalla corte spagnola. A luglio la morte di Filippo V e l'ascesa al trono spagnolo del figlio di primo letto Ferdinando VI, mettendo fine al potere di Elisabetta Farnese, posero le premesse per l'effettiva indipendenza delle Due Sicilie dalla Spagna. Da questo momento Carlo cominciò infatti a regnare autonomamente, limitando il potere dei ministri legati a Madrid.
Il Tanucci continuò a godere della sua autorità, mentre cominciava l'ascesa di Leopoldo de Gregorio, siciliano di modeste origini, già contabile di una ditta commerciale che riforniva l'esercito, che conquistò il favore del re grazie alla sua scaltrezza, ottenendone la nomina prima a sovrintendente delle dogane (1746) e poi a segretario d'azienda, in sostituzione di Giovanni Brancaccio (1753), oltre ai titoli di marchese di Vallesantoro (1753) e di Squillace (1755). Carlo accentrò comunque su di sé il potere di governo, vigilando sull'attività dei suoi ministri, ormai ridotti a esecutori delle sue direttive.

### Riforma delle istituzioni del Regno

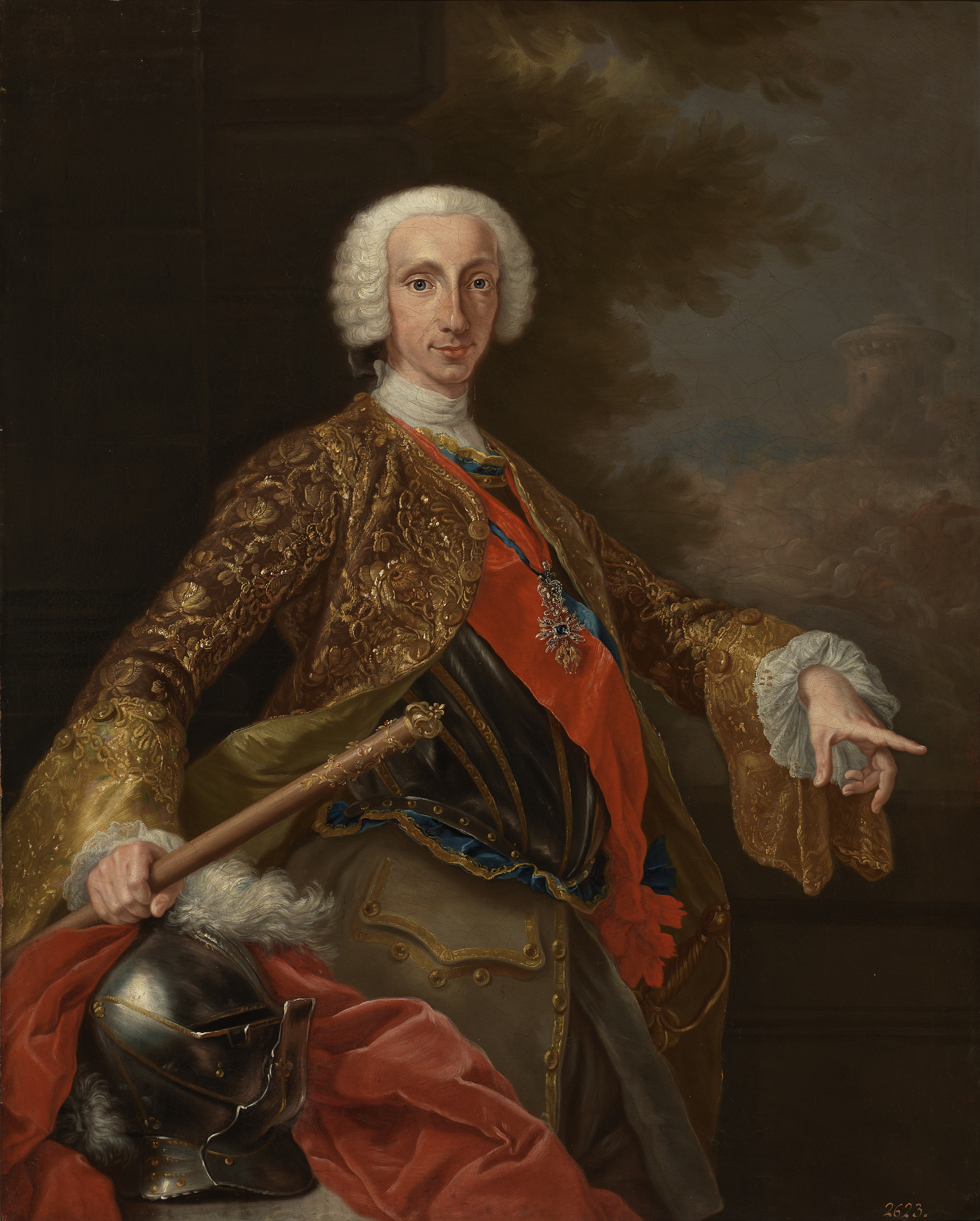
Re Carlo in un ritratto di Giuseppe Bonito. Museo del Prado, Madrid

Tra i primi importanti provvedimenti di Carlo furono quelli volti a riformare l'ordinamento giuridico attraverso la soppressione di organi istituiti nel periodo vicereale, inadatti per uno stato indipendente quale era diventato il Regno di Napoli. Con una prammatica sanzione datata 8 giugno 1735 il Consiglio Collaterale fu abolito, e sostituito nelle sue funzioni dalla Real Camera di Santa Chiara.
A partire dal 1739 furono varati diversi progetti per il riordino del complesso legislativo napoletano, reso caotico dalla coesistenza di undici legislazioni: romana, longobarda, normanna, sveva, angioina, aragonese, spagnola, austriaca, feudale ed ecclesiastica. Il più ambizioso era quello che prevedeva non solo la consolidazione e la raccolta delle prammatiche, ma la redazione di una vera e propria codificazione, il Codice Carolino, a cui lavorò una giunta composta, tra gli altri, dai giuristi Michele Pasquale Cirillo (che ne fu il principale promotore e artefice) e Giuseppe Aurelio di Gennaro e dal principe di San Nicandro Domenico Cattaneo. L'opera rimase per lungo tempo incompiuta e fu pubblicata per intero solo nel 1789.
Un'altra importante riforma fu quella del sistema fiscale, attuata attraverso l'istituzione del catasto onciario, col real dispaccio del 4 ottobre 1740 e la prammatica de forma censuali seu de capitatione aut de catastis del 17 marzo 1741. Il catasto, detto onciario perché i beni da tassare erano valutati in once, nelle intenzioni del re avrebbe dovuto rendere più equa la distribuzione del carico fiscale, facendo in modo «che i pesi sieno con eguaglianza ripartiti, che 'l povero non sia caricato più delle sue deboli forze ed il ricco paghi secondo i suoi averi». Tuttavia, la sua poca efficacia nell'alleviare il peso fiscale gravante sui ceti più umili e gli abusi della sua applicazione furono criticati dagli economisti Carlo Antonio Broggia (che per questo nel 1755 fu fatto confinare a Pantelleria dal segretario d'azienda Leopoldo de Gregorio), Antonio Genovesi, Nicola Fortunato e Giuseppe Maria Galanti.
Il Re si scontra con l'onnipotenza dei baroni; in questa direzione avviene il recupero degli “arrendamenti”, termine con il quale si intende un insieme di diritti pubblici come le dogane, le gabelle, i monopoli di produzione e di scambio, i diritti contributivi sulle merci immagazzinate; questa politica permette di diminuire il potere baronale e a restituire la capacità direttiva in campo economico

### Politica religiosa
Clemente XII morì nel 1740, e il suo successore, Benedetto XIV, l'anno seguente stipulò un concordato con il Regno di Napoli che permetteva la tassazione di alcune proprietà del clero, riduceva il numero di ecclesiastici e limitava le loro immunità e l'autonomia della giurisdizione separata attraverso l'istituzione di un tribunale misto.
Nel 1746 il cardinale arcivescovo Spinelli tentò d'introdurre l'Inquisizione a Napoli: la reazione dei napoletani, tradizionalmente ostili al tribunale ecclesiastico, fu violenta. Implorato dai sudditi d'intervenire, re Carlo entrò nella Basilica del Carmine e toccando l'altare con la punta della spada giurò che non avrebbe permesso l'istituzione dell'Inquisizione nel suo regno. Lo Spinelli, che fin allora aveva goduto del favore del re e del popolo, fu allontanato dalla città. L'ambasciatore britannico sir James Gray commentò: «Il modo in cui il re si è comportato in questa occasione è considerato come uno degli atti più popolari del suo regno».

### Politica economica e commerciale

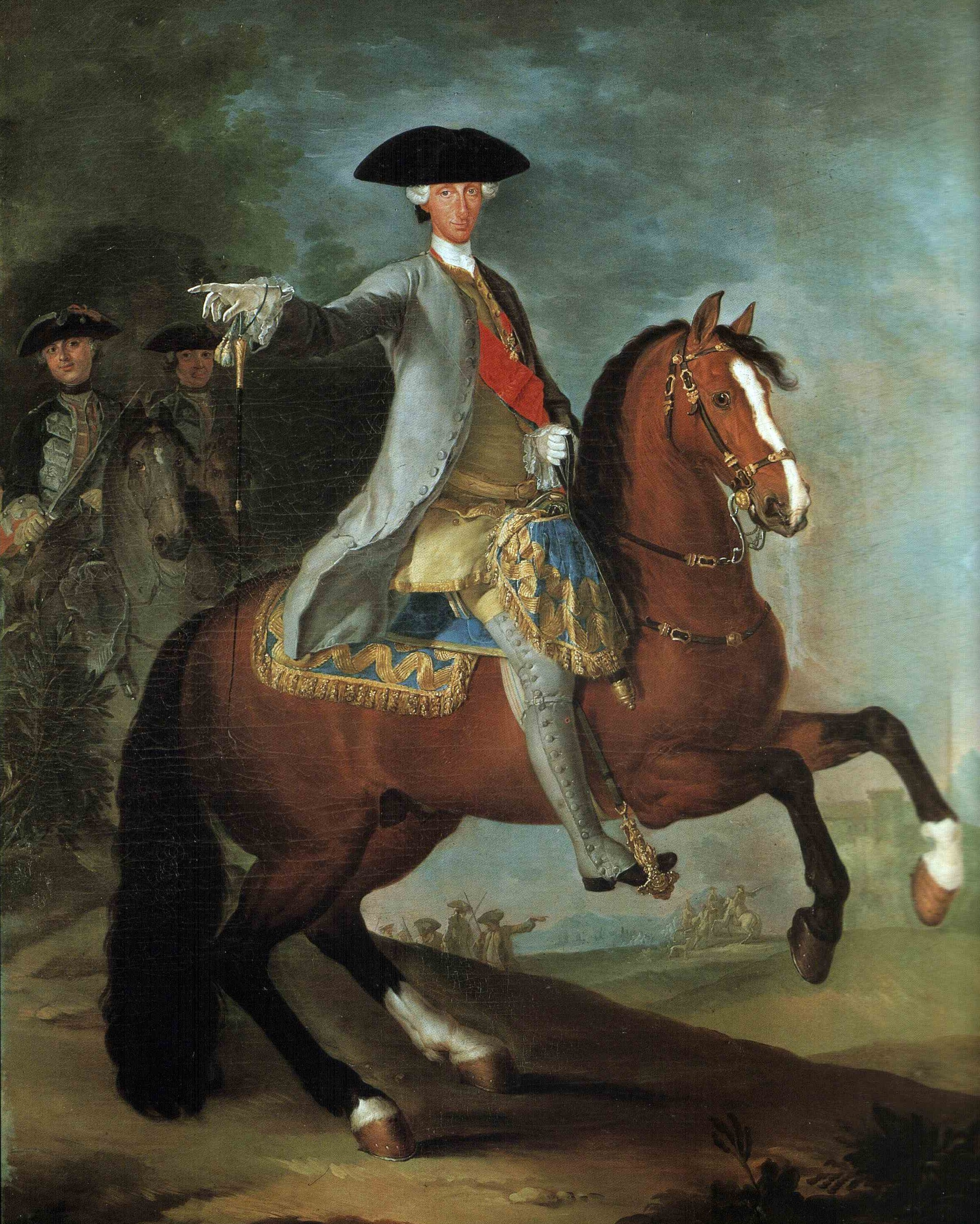
Carlo di Borbone a cavallo, ritratto di Francesco Liani. Napoli, museo di Capodimonte.

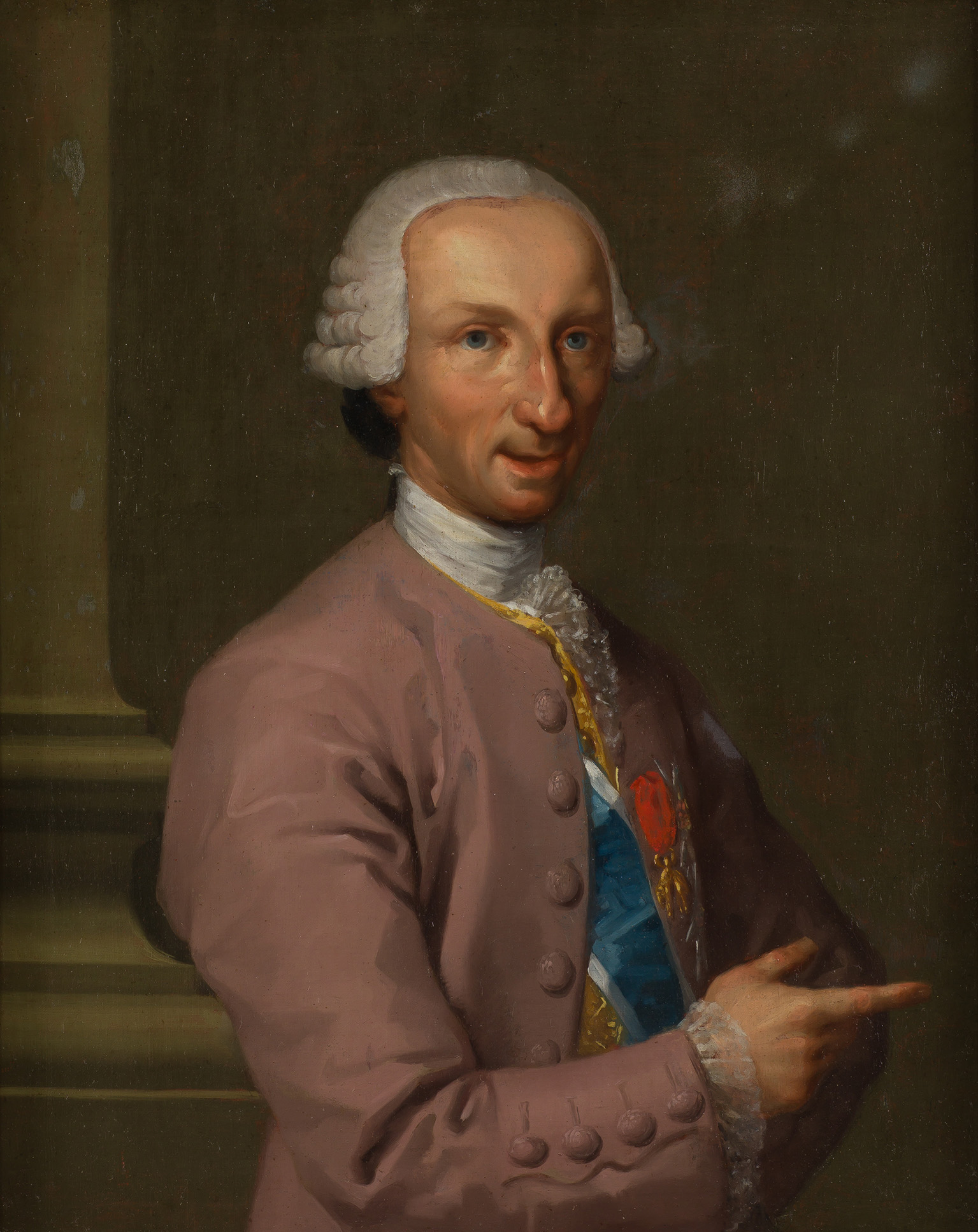
José del Castillo: Carlo di Borbone, 1775-1785

A Napoli i vantaggi economici dell'indipendenza si avvertirono subito, tanto che già nel luglio 1734 il console britannico Edward Allen scrisse al duca di Newcastle: «è certamente di vantaggio per questa città e questo regno che il Sovrano vi risieda poiché ciò fa sì che si importi denaro e non se ne esporti, cosa che invece accadde al massimo grado con i Tedeschi che avevano asciugato tutto l'oro della popolazione e quasi tutto l'argento per poter fare grandi donativi all'Imperatore [...]».
Nell'aprile 1738, la minaccia dei pirati barbareschi, che da secoli terrorizzavano le coste delle Due Sicilie e ne insidiavano i traffici marittimi, arrivò al punto che una squadra di sciabecchi algerini irruppe nel golfo di Napoli con l'intento di rapire re Carlo in persona, mentre era di ritorno da una battuta di caccia al fagiano sull'isola di Procida, per condurlo come prigioniero al cospetto del bei di Algeri. Quest'ardita incursione spinse il governo napoletano a prender provvedimenti drastici contro la pirateria barbaresca: in quegli anni fu migliorata la difesa delle coste con la costruzione di nuove fortificazioni (un esempio è dato dal forte del Granatello a Portici), mentre s'iniziò la costruzione di una flotta da guerra, il primo nucleo della Real Marina. Si agì anche sul piano diplomatico: furono stipulati un trattato con il Marocco riguardo alla pirateria (14 febbraio 1739) e un «trattato di pace, navigazione e libero commercio» con l'Impero ottomano (7 aprile 1740), di cui gli stati barbareschi del Magreb (le reggenze di Algeri, Tunisi e Tripoli) erano vassalli. Essendo però la sovranità ottomana sulle coste africane puramente nominale, le scorrerie barbaresche continuarono fino all'intervento della marina napoletana, che sconfisse i pirati in numerose battaglie navali, in cui si distinse in particolare il capitano Giuseppe Martinez, ricordato nella tradizione popolare con il nome di Capitan Peppe.
Allo scopo di accrescere il flusso dei crediti e gli investimenti sui traffici del porto di Napoli, Carlo invitò gli ebrei a stabilirsi nel regno, ricordando l'intraprendenza finanziaria della comunità ebraica di Livorno, che tanto aveva contribuito ad arricchire il porto toscano. Già introdotti nel regno da Federico II di Svevia nel 1220, e scacciati da Carlo V nel 1540, duecent'anni dopo la loro espulsione gli ebrei furono chiamati da un editto di Carlo, emesso il 13 febbraio 1740, a dimorare e commerciare nel regno napoletano per cinquant'anni. La rinata comunità ebraica di Napoli ottenne protezione, vari privilegi e immunità, oltre al permesso di costruire una sinagoga, una scuola e un cimitero, e la facoltà di praticare la medicina e la chirurgia.
L'editto scatenò un'ondata di antisemitismo fomentata dal clero, e il re fu bersaglio di diversi libelli diffamatòri, tra cui uno che gli attribuiva per scherno il titulus crucis ICRJ (Infans Carolus Rex Judæorum). I principali agitatori furono il gesuita padre Pepe, confessore del re dotato di grande influenza, e un frate cappuccino, che si spinse fino ad ammonire la regina che ella non avrebbe mai partorito un maschio finché non fossero stati cacciati gli ebrei. Anche questa volta Carlo assecondò le proteste del popolo, e con un nuovo editto (30 luglio 1747) mise al bando gli ebrei, accolti sette anni prima.
Per favorire lo sviluppo economico e le iniziative commerciali, nel 1735 fu riformata la Giunta di Commercio, istituita già in epoca vicereale. Tale organo fu poi sostituito, con editto del 30 ottobre 1739, dal Supremo Magistrato del Commercio, dotato di competenza assoluta in materia di traffici interni ed esteri, e pari per autorità alle magistrature superiori del regno (il 29 novembre ne fu istituito anche uno per la Sicilia, con sede a Palermo). Anche gli effetti di questa riforma ebbero però breve durata, perché le corporazioni e il baronaggio, lesi nei propri interessi dall'attività dell'organo, nel 1746 ne determinarono il declassamento a magistratura ordinaria e la limitazione della giurisdizione al solo commercio estero.
Furono inoltre firmati patti di commercio e navigazione con la Svezia (30 giugno 1742), la Danimarca (6 maggio 1748) e l'Olanda (27 agosto 1753), e confermati i vecchi con la Spagna, la Francia e la Gran Bretagna.
Carlo fondò inoltre scuole per la produzione d'importanti manifatture artistiche: la Real Fabbrica degli Arazzi (1737) e il Real Laboratorio delle Pietre dure (1738), nei pressi della Chiesa di San Carlo alle Mortelle, diretti da artisti fiorentini invitati a trasferirsi a Napoli dopo la morte di Gian Gastone de' Medici; la Real Fabbrica della Porcellana di Capodimonte (1743), costruita dopo il matrimonio con Maria Amalia, in cui lavoravano operai provenienti dall'antica fabbrica di Meißen, che l'elettore di Sassonia, suo suocero, inviò a Napoli; e la Real Fabbrica di Maioliche di Caserta, attiva solo nel triennio 1753-56.

### Politica estera
Le Due Sicilie rimasero neutrali durante la guerra dei sette anni (1756-1763), scoppiata quando la Prussia di Federico II invase la Sassonia, madrepatria della regina Maria Amalia. In una lettera al duca di Santa Elisabetta, ambasciatore napoletano a Dresda, il Tanucci scrisse: «qui si palpita pel campo sassone e aspettiamo continuamente qualche staffetta che ci porti la libertà di quel Sovrano in qualunque maniera che non offenda il decoro».
Carlo e il Tanucci temevano le mire espansionistiche di Carlo Emanuele III di Savoia, che il ministro toscano definiva il «Federico italiano, il cui potere usurpando la terra dei suoi vicini è aumentato». Il primo ministro britannico William Pitt avrebbe voluto creare una lega italiana per fare in modo che il regno napoletano e quello sardo-piemontese combattessero uniti l'Austria di Maria Teresa, ma Carlo rifiutò di aderire. La scelta fu biasimata dall'ambasciatore napoletano a Torino, Domenico Caracciolo, che scrisse:
Anche con la Repubblica di Genova i rapporti furono tesi, poiché Pasquale Paoli, generale dei ribelli indipendentisti còrsi, era un ufficiale dell'esercito napoletano, e i genovesi sospettavano che ricevesse aiuti dal Regno di Napoli.

### Opere architettoniche e scoperte archeologiche

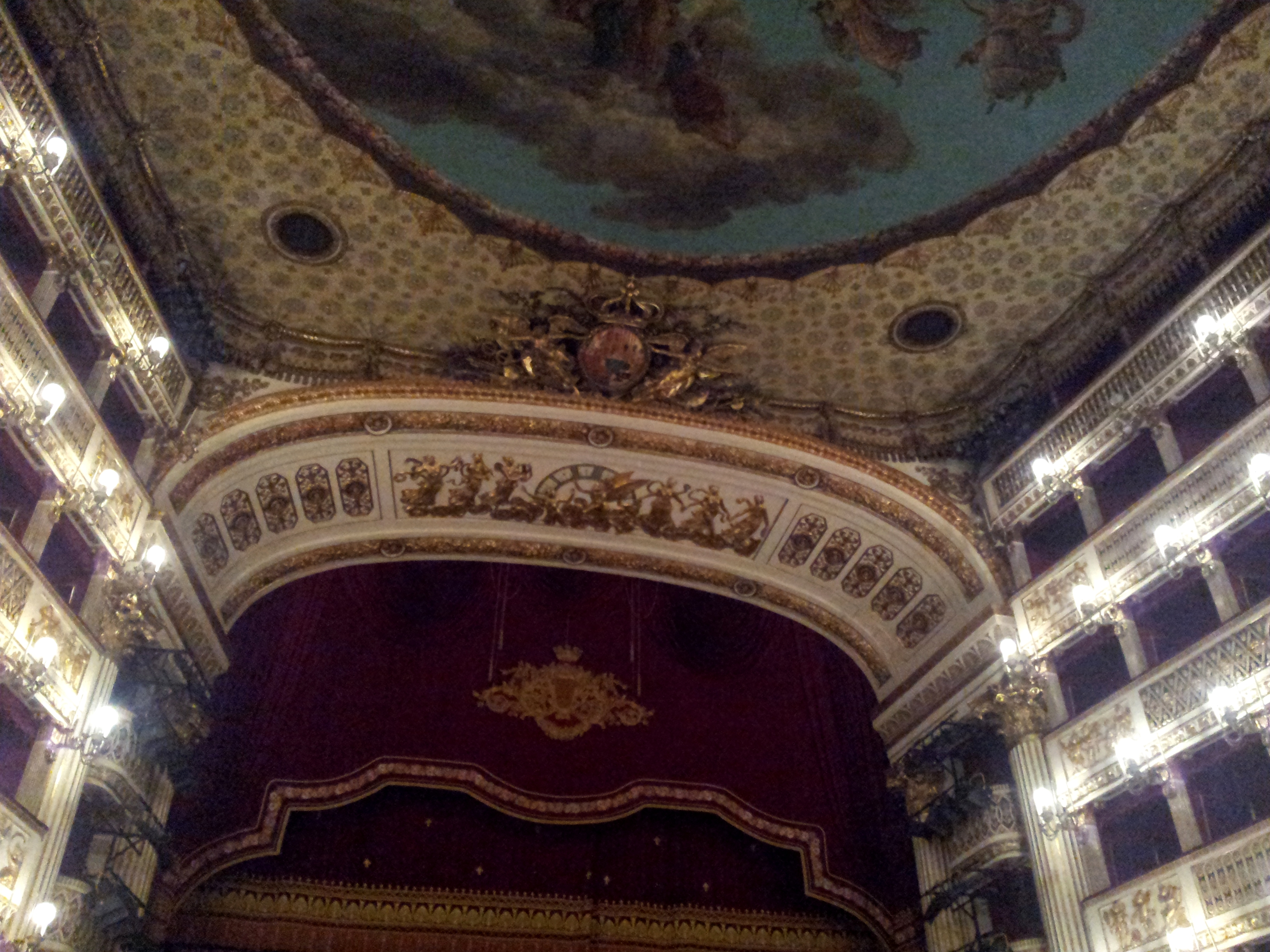
Il San Carlo di Napoli. In evidenza lo stemma dei Borbone delle Due Sicilie posto sotto l'arco scenico.

Intenzionato a trasformare Napoli in una grande capitale europea, Carlo affidò a Giovanni Antonio Medrano e ad Angelo Carasale il compito di costruire un grande teatro d'opera, che avrebbe dovuto sostituire il piccolo Teatro San Bartolomeo. L'edificio fu edificato in circa sette mesi, dal marzo all'ottobre 1737, e fu inaugurato il 4 novembre, onomastico del re, da cui prese il nome di Real Teatro di San Carlo. L'anno seguente Carlo commissionò agli stessi architetti, affiancati questa volta da Antonio Canevari, la costruzione delle regge di Portici e di Capodimonte. La prima fu per anni la residenza preferita dei sovrani, mentre la seconda, concepita inizialmente come casino di caccia per la vasta area boscosa circostante, fu in seguito destinata a ospitare le opere d'arte farnesiane che Carlo aveva trasferito da Parma.

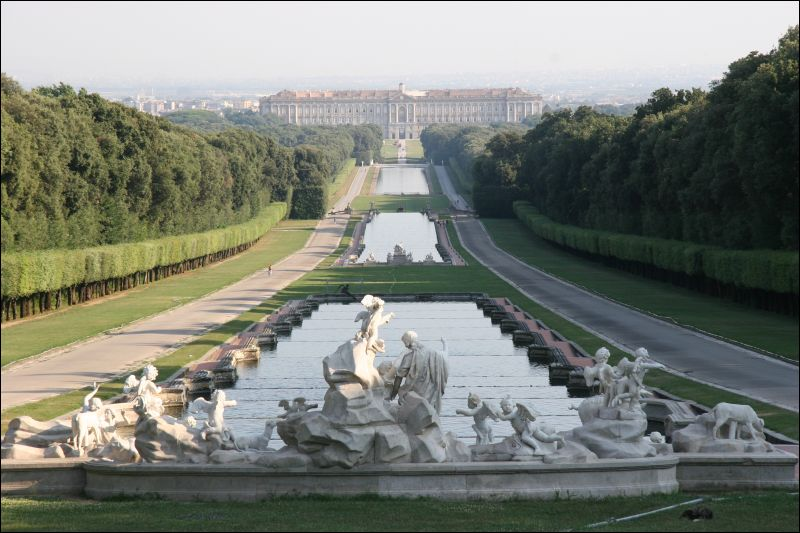
Veduta della reggia di Caserta

Desideroso di costruire un palazzo che potesse rivaleggiare con Versailles in magnificenza, nel 1751 re Carlo decise di edificare una residenza reale a Caserta, località dov'egli possedeva già un padiglione di caccia e che gli ricordava il paesaggio che circondava il Palazzo Reale della Granja de San Ildefonso in Spagna. La tradizione vuole che la sua scelta cadesse su quella città perché essa, essendo lontana allo stesso tempo dal Vesuvio e dal mare, garantiva protezione in caso di eruzione del vulcano e d'incursioni nemiche. Della costruzione fu incaricato l'architetto italo-olandese Luigi Vanvitelli, che cominciò ufficialmente i lavori il 20 gennaio 1752, trentaseiesimo compleanno del re, dopo una fastosa cerimonia.
Al Vanvitelli fu assegnato inoltre il compito di disegnare il Fòro Carolino a Napoli (oggi piazza Dante, all'epoca chiamata largo del Mercatello). Il Fòro Carolino fu costruito a forma di emiciclo e cinto da un colonnato, alla cui sommità furono poste ventisei statue raffiguranti le virtù di re Carlo, alcune delle quali scolpite da Giuseppe Sanmartino. La nicchia centrale del colonnato avrebbe dovuto ospitare una statua equestre del sovrano, mai realizzata. Sul piedistallo furono incise iscrizioni di Alessio Simmaco Mazzocchi.
Costruzioni che rispecchiano lo spirito illuminato del regno di Carlo sono gli alberghi dei poveri di Palermo e di Napoli, edifici dove gli indigenti, i disoccupati e gli orfani avrebbero ricevuto ospitalità, nutrimento e educazione. I lavori del primo, che si trova sulla strada che dalla Porta Nuova conduce a Monreale, s'iniziarono il 27 aprile 1746. La costruzione del palazzo napoletano, ispirata dal predicatore domenicano Gregorio Maria Rocco, fu affidata all'architetto Ferdinando Fuga e s'iniziò invece il 27 marzo 1751. Il volume del colossale edificio, con un fronte di 354 metri, misura solo la quinta parte di quello previsto dal progetto originale (fronte di 600 metri, lato di 135). La piazza antistante la facciata principale era chiamata piazza del Reclusorio, dal nome popolare del palazzo, fino al 1891, quando fu rinominata piazza Carlo III.
Nel novembre 1738 s'iniziò la stagione delle grandi ricerche archeologiche napoletane, che riportò alla luce le antiche città romane di Ercolano, Pompei e Stabia, sommerse dalla grande eruzione del Vesuvio del 79 d.C. Gli scavi, condotti dagli ingegneri Roque Joaquín de Alcubierre e Karl Jakob Weber, destarono grande interesse nel re, che voleva essere informato quotidianamente delle nuove scoperte e spesso si recava nei luoghi delle ricerche per poter ammirare i reperti. Affidò in seguito la gestione del grande patrimonio storico e artistico rinvenuto all'Accademia Ercolanese, da lui istituita nel 1755.

### Giudizio storiografico

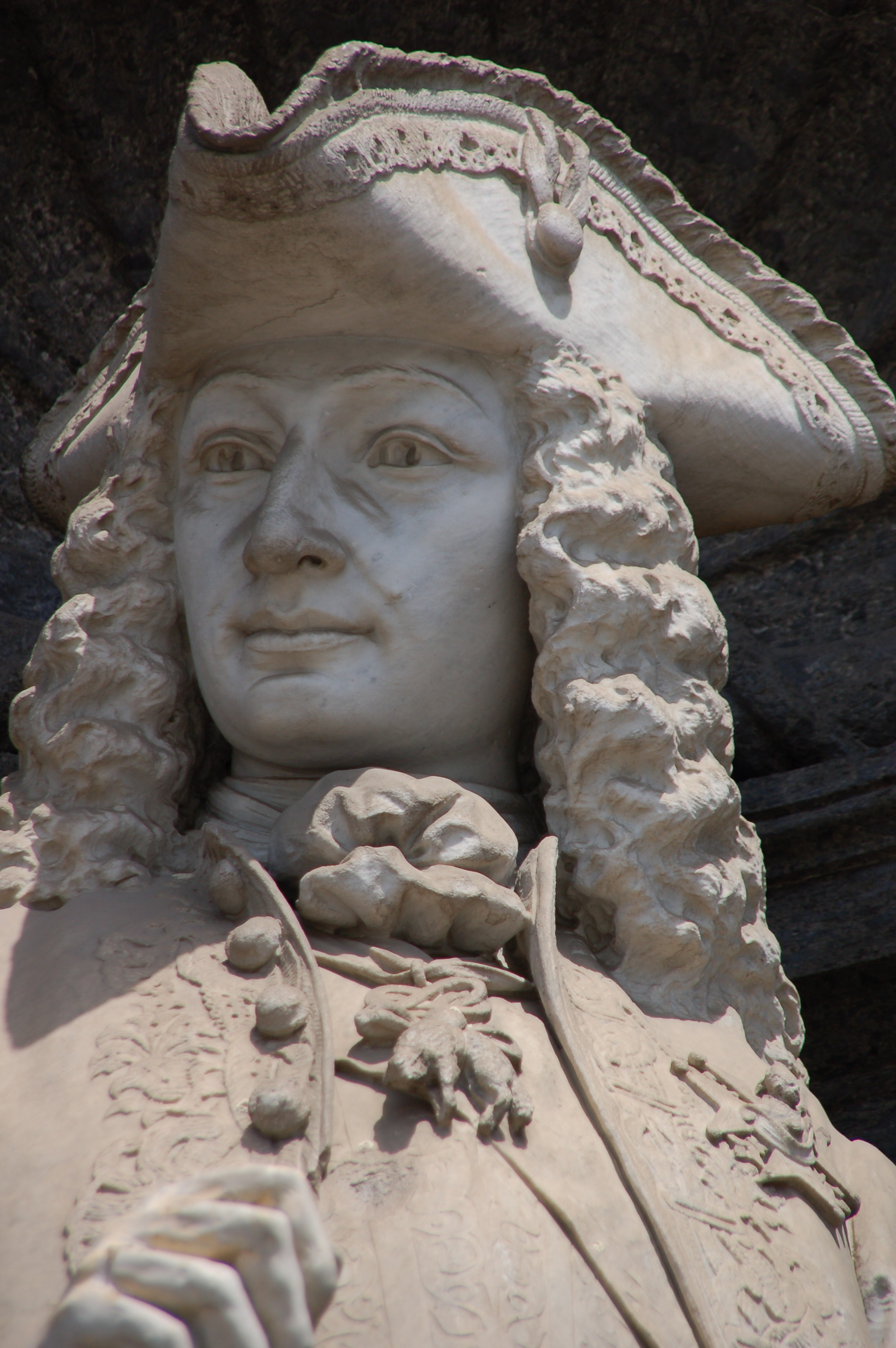
Particolare della statua di Carlo di Borbone scolpita da Raffaele Beliazzi, sesta delle otto statue dei re, commissionate da Umberto I nel 1888, che adornano la facciata del Palazzo Reale di Napoli

Come re delle Due Sicilie, Carlo di Borbone ha tradizionalmente goduto di un giudizio positivo da parte degli storici, diversamente dagli altri sovrani della dinastia dei Borbone delle Due Sicilie di cui fu capostipite, essendo stato – come spiega Benedetto Croce – «a gara esaltato dagli scrittori di entrambi i partiti politici che si son divisi nell'ultimo secolo l'Italia meridionale: dai borbonici, in omaggio al fondatore della dinastia, e dai liberali, che, facendo loro pro degli encomi fatti al governo di re Carlo, si piacevano nel contrapporre il primo Borbone di Sicilia, non borbonico, ai suoi degeneri successori». Tra questi ultimi spicca Pietro Colletta, sostenitore della repubblica del 1799 e poi generale murattiano, che nella sua Storia del reame di Napoli dal 1734 sino al 1825, al termine della narrazione del regno di Carlo, dipinse il rammarico dei napoletani per la partenza del «buon re» come «presago della tristezza de' futuri regni».
Tale lettura celebrativa fu severamente attaccata da Michelangelo Schipa, autore del fondamentale Il regno di Napoli al tempo di Carlo di Borbone (1904), in cui furono analizzati i limiti dell'azione riformatrice del sovrano, arrivando alla conclusione che «un re Carlo rigeneratore del nostro spirito e della nostra fortuna, e un'età felice del nostro passato, si dileguano all'occhio di chi guarda scevro da ogni passione». Nella redazione di quest'opera Schipa utilizzò anche un raro scritto contemporaneo radicalmente ostile a Carlo, il De borbonico in Regno neapolitano principatu del marchese Salvatore Spiriti, avvocato cosentino condannato all'esilio in quanto esponente del partito filoaustriaco.
L'opera schipiana fu recensita da Benedetto Croce (a cui peraltro era stata dedicata), il quale - pur riconoscendone il grande valore storiografico, e ammettendo la necessità di «un'attenta revisione» del periodo carolino, resa necessaria dalle «parecchie esagerazioni elogiative» - ne criticò l'impostazione demolitrice e il ricorso a «un'intonazione acrimoniosa e satirica», rimproverando infine a Schipa di aver «peccato di quell'eccessivo proposito d'imparzialità, che si traduce in una effettiva parzialità in senso avverso». Per parte sua, Croce, dopo aver elencato le principali realizzazioni dei venticinque anni di regno, concluse invece che «furono anni di progresso deciso».
Tra gli storici contemporanei, Giuseppe Galasso ha definito il regno di Carlo di Borbone come l'inizio dell'«ora più bella» della storia di Napoli.

### Ascesa al trono di Spagna

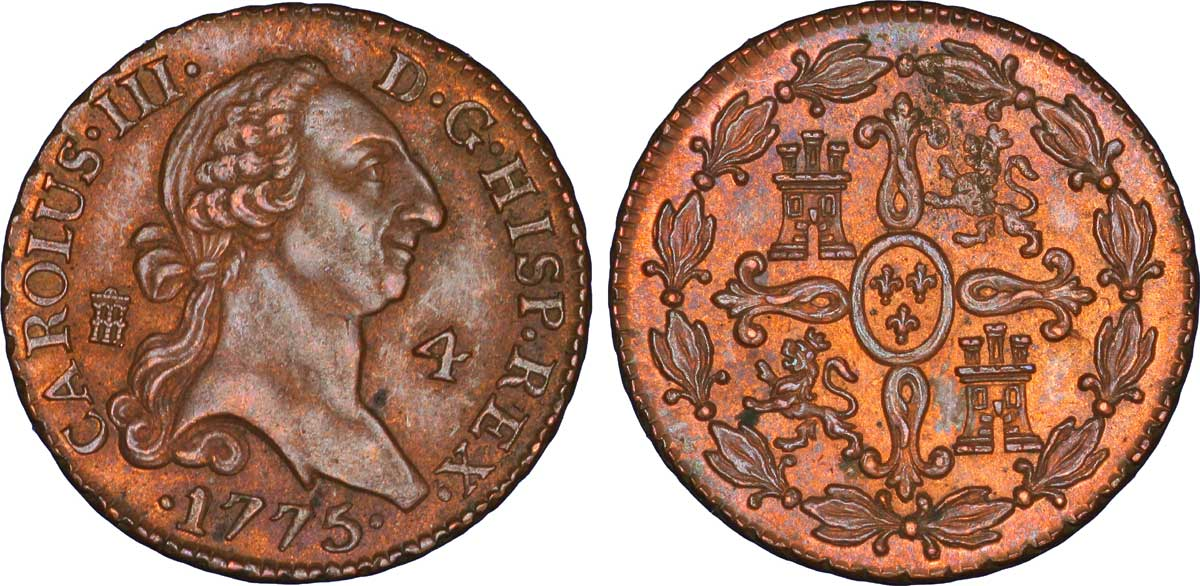
Carlo III di Spagna

Le potenze contraenti del trattato di Aquisgrana (1748) stabilirono che, qualora Carlo fosse stato chiamato a Madrid per succedere al fratellastro Ferdinando VI, il cui matrimonio era sterile, a Napoli gli sarebbe succeduto il suo fratello minore Filippo I di Parma, mentre i possedimenti di quest'ultimo sarebbero stati divisi tra Maria Teresa d'Austria (Parma e Guastalla) e Carlo Emanuele III di Savoia (Piacenza), in virtù del loro "diritto di reversione" su quei territori. Forte del diritto di tramandare il trono napoletano ai suoi discendenti, riconosciutogli dal trattato di Vienna (1738), Carlo non ratificò il trattato di Aquisgrana e nemmeno il successivo trattato di Aranjuez (1752), stipulato tra Spagna, Austria e Regno di Sardegna, che confermava quanto deciso dal primo.
Riferendosi al segretario di Stato spagnolo José de Carvajal y Lancaster, artefice dell'accordo di Aranjuez, Tanucci riassunse la questione in questi termini:

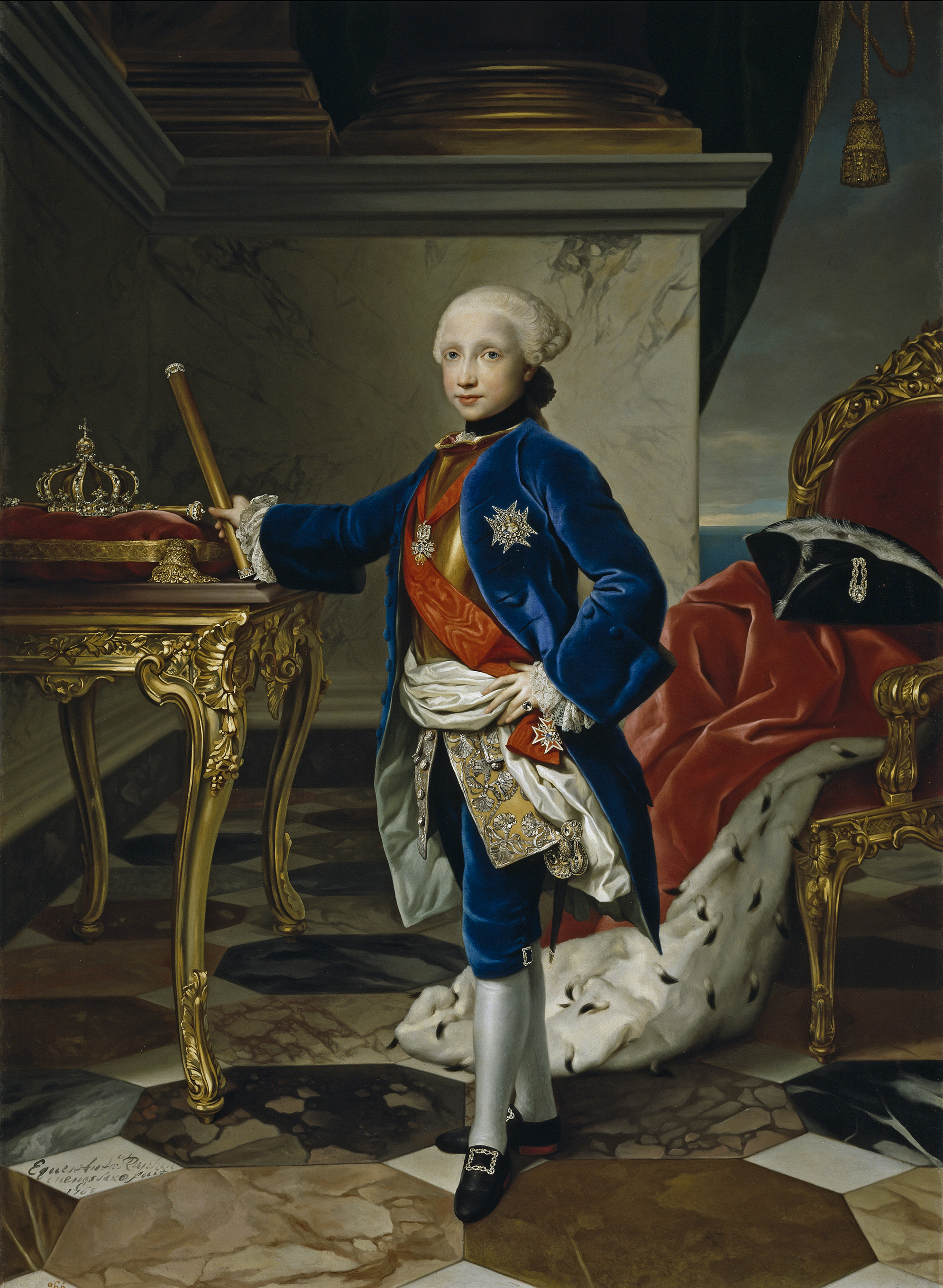
Ferdinando IV di Napoli all'età di nove anni, Anton Raphael Mengs, 1760, museo del Prado, Madrid

Allo scopo di salvaguardare i diritti della sua stirpe, re Carlo intraprese negoziati diplomatici con Maria Teresa e nel 1758 stipulò con lei il quarto trattato di Versailles, in virtù del quale l'Austria rinunciò ai ducati italiani e di conseguenza smise di sostenere la candidatura di Filippo al trono napoletano. Carlo Emanuele III continuò invece a rivendicare Piacenza, e quando Carlo schierò le sue truppe sul confine pontificio per opporsi ai piani sabaudi la guerra sembrava inevitabile. Grazie alla mediazione di Luigi XV, imparentato con entrambi, il re di Sardegna dovette infine rinunciare a Piacenza e accontentarsi di un risarcimento finanziario.
Intanto Ferdinando VI di Spagna, sconvolto dalla morte della moglie Maria Barbara di Braganza, iniziò a manifestare i sintomi di quella forma d'infermità mentale che aveva già colpito suo padre, e il 10 dicembre 1758, dopo aver nominato Carlo suo erede universale, si ritirò a Villaviciosa de Odón, dove morì il 10 agosto successivo. Carlo fu quindi proclamato re di Spagna con il nome di Carlo III, e assunse provvisoriamente il titolo di "signore" delle Due Sicilie, rinunciando a quello di re come previsto dai trattati internazionali, in attesa di nominare un successore per il trono di Napoli.
Essendo il primogenito maschio Filippo affetto da infermità mentale, il titolo di principe delle Asturie, spettante all'erede al trono spagnolo, fu assegnato al fratello minore Carlo Antonio. Il diritto d'ereditare le Due Sicilie passò allora al terzo maschio Ferdinando, fin allora destinato alla carriera ecclesiastica, che fu riconosciuto dall'Austria con il trattato di Napoli del 3 ottobre 1759, e per cementare l'intesa con gli Asburgo fu destinato a sposare una delle figlie di Maria Teresa. La diplomazia napoletana riuscì quindi ad assicurare al nuovo re la protezione austriaca e nel contempo a ridimensionare le ambizioni sabaude.

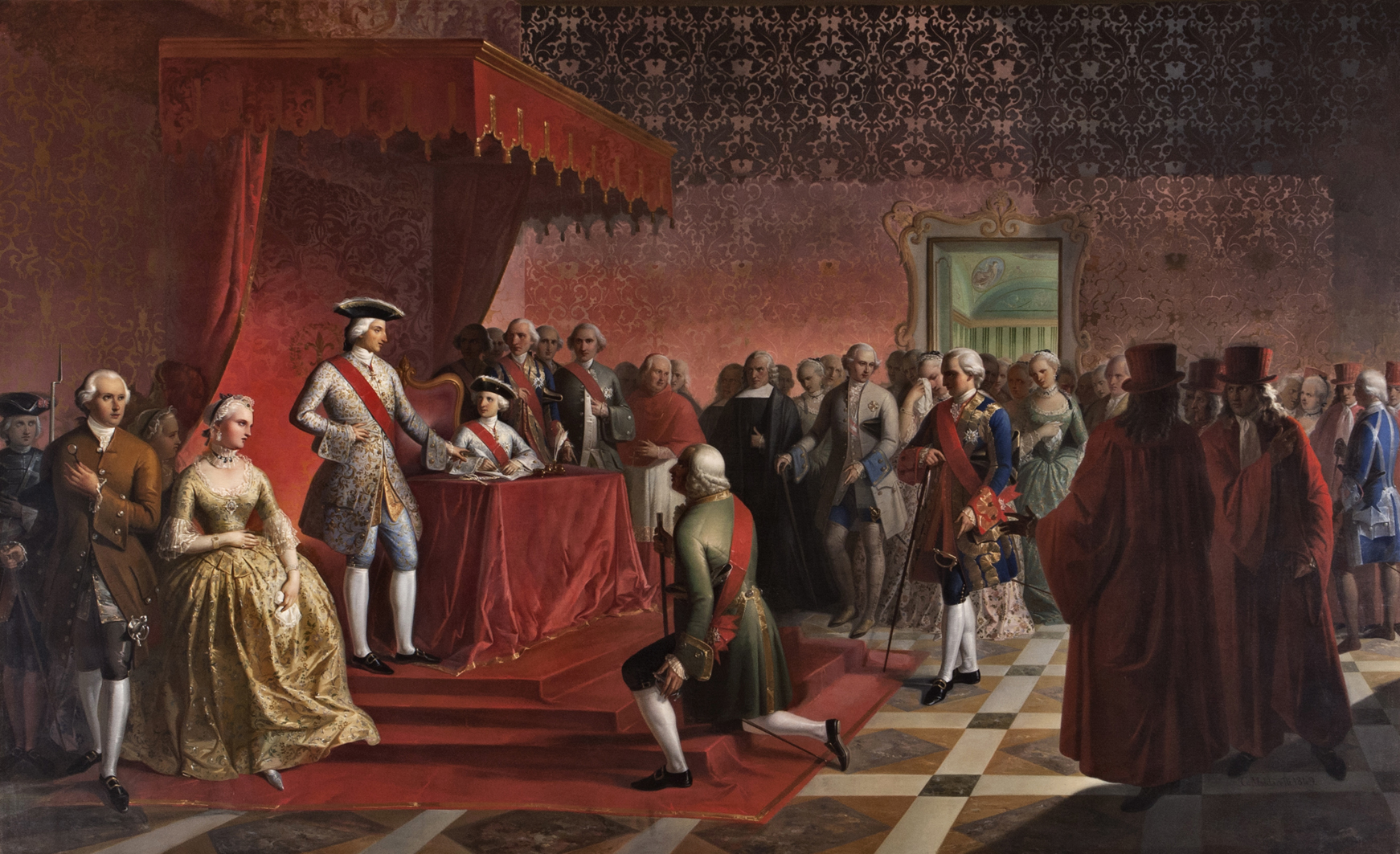
Abdicazione di Carlo III in favore del figlio Fedinando, Gennaro Maldarelli (sec. XIX), Reggia di Caserta.

Il 6 ottobre, sancendo mediante una prammatica sanzione la «divisione della potenza Spagnuola dall'Italiana», Carlo abdicò in favore di Ferdinando, che divenne re a soli otto anni con il nome di Ferdinando IV di Napoli e III di Sicilia.
Lo affidò inoltre a un consiglio di reggenza composto di otto membri, tra i quali Domenico Cattaneo, principe di San Nicandro (inginocchiato nel quadro dell'abdicazione del Maldarelli) e Bernardo Tanucci, con il compito di governare finché il giovane re non avesse compiuto sedici anni; ma le decisioni più importanti le avrebbe comunque prese di persona lo stesso Carlo a Madrid, tramite una fitta corrispondenza sia con il principe di San Nicandro che Bernardo Tanucci. Gli altri figli, eccetto Filippo, s'imbarcarono invece con i genitori per la Spagna, e al loro seguito partì anche Leopoldo de Gregorio, il marchese di Squillace (che in Spagna divenne Esquilache).
Diversamente da quanto fece trasferendosi da Parma a Napoli, Carlo non portò con sé in Spagna beni artistici appartenenti alle Due Sicilie. Un aneddoto vuole che prima d'imbarcarsi egli si togliesse dal dito un anello che aveva trovato durante una visita agli scavi archeologici di Pompei, ritenendolo patrimonio dello Stato napoletano. Si dice invece che abbia portato con sé a Madrid parte del sangue di San Gennaro, svuotando quasi del tutto una delle due ampolle custodite nella Cattedrale di Napoli.
La flotta salpò dal porto di Napoli il 7 ottobre tra la commozione dei napoletani, e arrivò in quello di Barcellona dieci giorni dopo, accolta dall'entusiasmo dei catalani. Nel festeggiare il nuovo sovrano, questi gridavano: «¡Viva Carlos III, el verdadero!» ("Viva il vero Carlo III!"), per non confonderlo col pretendente che avevano sostenuto in opposizione a suo padre Filippo V durante la guerra di successione spagnola, l'arciduca Carlo d'Asburgo (poi imperatore come Carlo VI), già acclamato re con il nome di Carlo III proprio a Barcellona. Compiaciuto della calorosa accoglienza, il nuovo re di Spagna restituì ai catalani parte dei privilegi di cui avevano goduto prima della sollevazione del 1640, e diversi tra quelli che suo padre aveva abolito con i decreti di Nueva Planta come ritorsione per il sostegno dato al suo rivale durante la guerra di successione.
Lasciava l'Italia ma non la gestione dei due regni: data la minore età del figlio, il consiglio di reggenza operava sempre secondo le sue direttive, fino al 1767 quando Ferdinando compiuti 16 anni, raggiunse la maggiore età.

### Re di Spagna

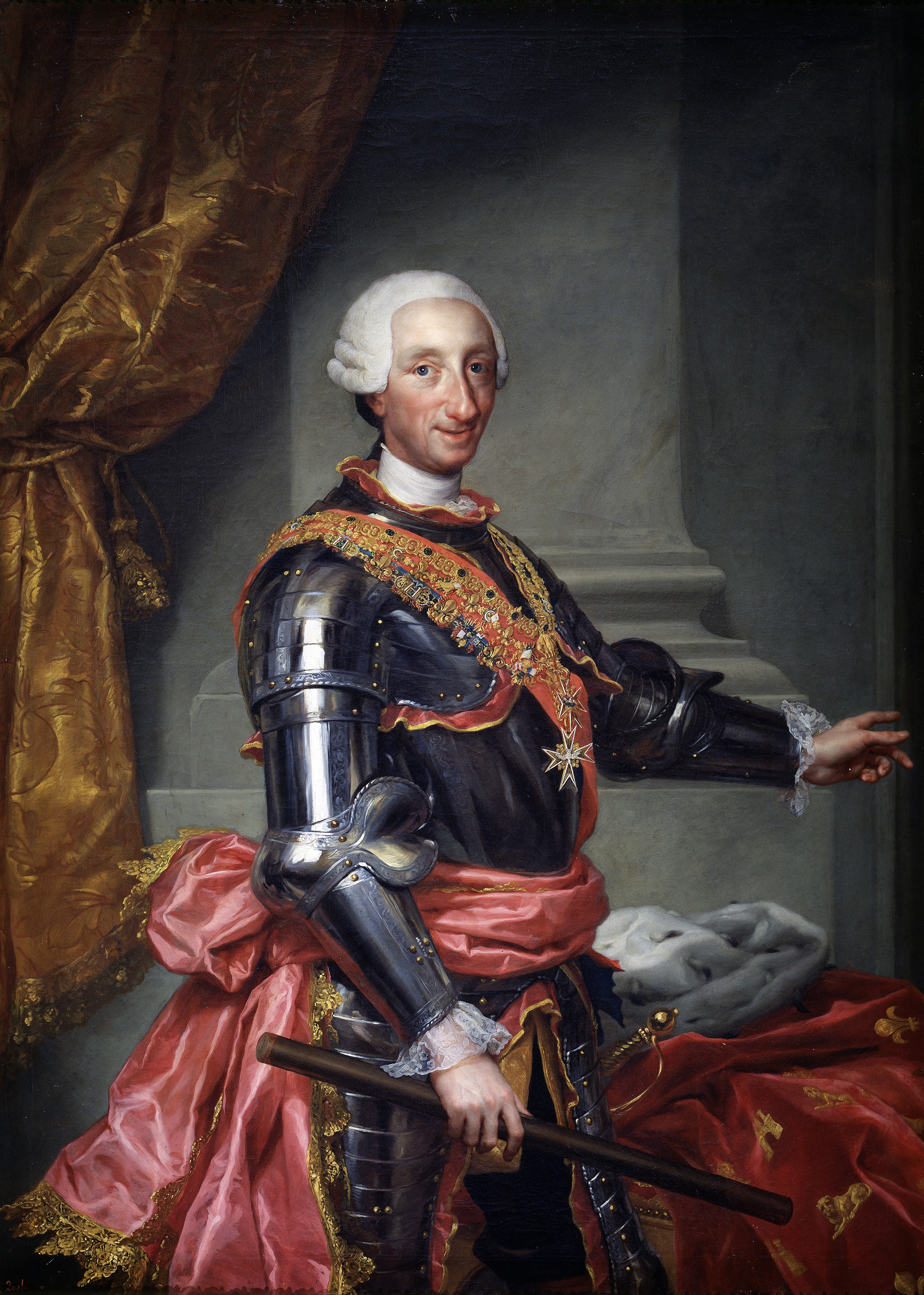
Ritratto del 1761 di Anton Raphael Mengs.

Stemma come re di Spagna (1761-1788)

A differenza del periodo napoletano, il suo operato come Re di Spagna è visto come un insieme di luci e ombre.
La sua politica estera di amicizia nei confronti della Francia e il rinnovo del patto di famiglia, infatti, lo spinsero a un improvvido intervento nell'ultima fase della Guerra dei sette anni, in cui l'esercito spagnolo fallì nel tentativo di invadere il Portogallo, tradizionale alleato inglese, mentre la marina spagnola non solo non riuscì ad assediare Gibilterra, ma perse le roccaforti di Cuba e di Manila a vantaggio degli inglesi.
La pace di Parigi, quindi, nonostante l'acquisizione della Louisiana, rafforzò ancor di più il dominio inglese dei mari a grande svantaggio della Spagna.

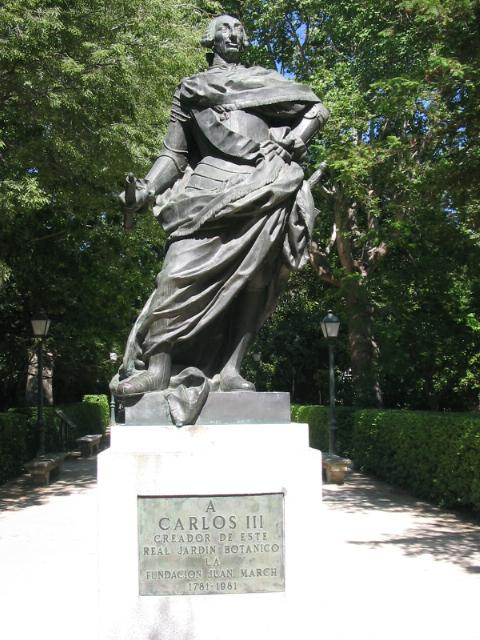
Carlo III di Spagna, statua del Real Jardín Botánico de Madrid

Nel 1770 un'altra infruttuosa avventura lo vide nuovamente fronteggiare la Gran Bretagna in una crisi diplomatica per il possesso delle Isole Falkland. Nel 1779, sebbene riluttante, appoggiò la Francia e i neonati Stati Uniti d'America nella guerra d'indipendenza americana, pur consapevole che l'indipendenza delle colonie inglesi avrebbe, di lì a poco, avuto un'influenza nefasta sulla tenuta delle colonie spagnole d'America.
Gli insuccessi in politica estera spinsero il sovrano a concentrarsi principalmente sulla politica interna allo scopo di modernizzare la società e la struttura dello stato sul modello del dispotismo illuminato grazie all'aiuto di pochi e ben selezionati funzionari scelti tra la piccola nobiltà: il marchese di Squillace, il marchese di Ensenada, il conte di Aranda, Pedro Rodríguez de Campomanes, Ricardo Wall e Grimaldi.

### Riforme del Marchese di Squillace

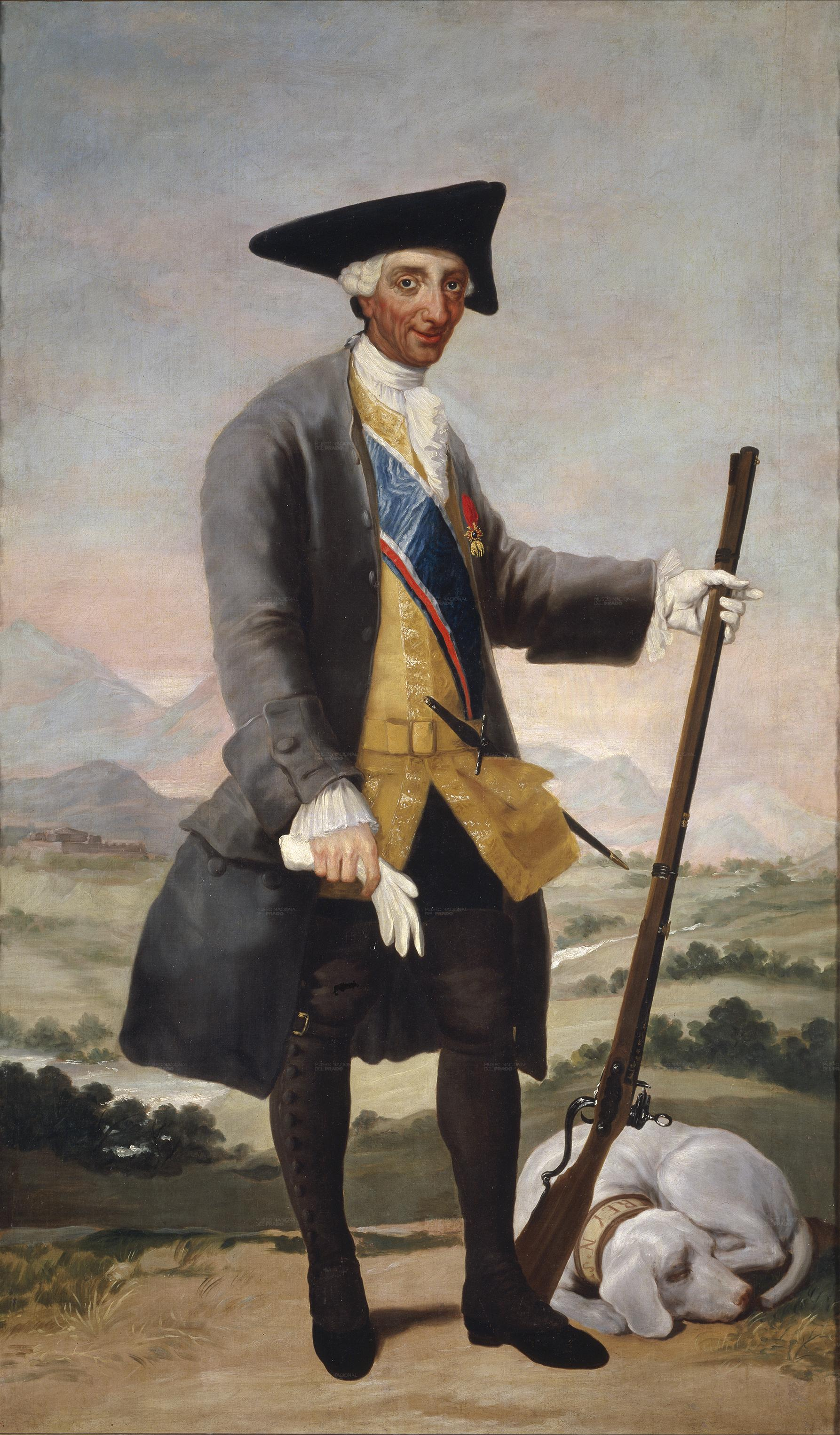
Ritratto del monarca, quadro di Goya.

Il 10 agosto 1759 fu incoronato re di Spagna. Salito al trono Carlo III nominò il marchese di Squillace ministro delle finanze cui furono conferite importanti competenze in materia religiosa e militare.
Obiettivo del Marchese fu l'aumento degli introiti fiscali allo scopo di finanziare il programma di ricostruzione della marina e dell'esercito oltre che per la protezione delle attività manifatturiere.
Tale obbiettivo fu raggiunto con un aumento della pressione fiscale e con l'istituzione di una Lotteria Nazionale mentre fu liberalizzato il commercio del grano nella speranza che una maggiore concorrenza spingesse i proprietari a migliorie nelle colture.
Sebbene sostenuta con vigore anche dagli altri ministri, la liberalizzazione del commercio dei grani non sortì gli effetti desiderati per via di cattivi raccolti a livello europeo che incentivarono la speculazione.
La situazione degenerò nel marzo 1766 provocando il Motin de Esquillace (trad. it.: la rivolta contro lo Squillace).
Pretesto per l'insurrezione fu l'ordine di sostituire il cappello a tesa larga tipico dei ceti popolari con il tricorno; i manifesti affissi in tutta Madrid da parte dei settori più retrivi del clero e della nobiltà, esacerbati dall'abolizione di alcuni privilegi fiscali, accesero ulteriormente la protesta e contribuirono a convogliarla verso la politica riformista del governo.
La popolazione si diresse verso il Palazzo Reale radunandosi nella piazza mentre la Guardia Vallona, di scorta sin dal matrimonio di Maria Isabella di Borbone-Parma con il futuro imperatore d'Austria Giuseppe II avvenuto nel 1764, aprì il fuoco.
Dopo un breve ed intenso corpo a corpo tra le parti il re preferì non esacerbare ulteriormente gli animi e non inviò la guardia reale mentre il consiglio della corona restava diviso su opposte soluzioni e, poco prima dell'incidente, il Conte di Revillagigedo si dimise dai suoi incarichi per evitare di essere costretto ad ordinare di aprire il fuoco sui rivoltosi.
Da Madrid la rivolta si estese a città come Cuenca, Saragozza, La Coruña, Oviedo, Santander, Bilbao, Barcellona, Cadice e Cartagena.
Bisogna, tuttavia, sottolineare il fatto che mentre a Madrid la protesta era diretta verso il governo nazionale, nelle provincie il bersaglio erano gli intendenti ed i funzionari locali dovuti a casi di malversazioni e corruzione.
Gli obiettivi dei rivoltosi erano i seguenti: riduzione dei prezzi dei prodotti alimentari, abolizione dell'ordine sul vestiario, licenziamento del Marchese di Squillace e amnistia generale; richieste che furono tutte quante accolte dal Re.
Squillace fu sostituito dal conte di Aranda, un trattato commerciale con la Sicilia permise di incrementare le importazioni di Grano mentre il nuovo governo riformava i consigli provinciali aggiungendo ai funzionari di nomina regia alcuni deputati eletti dalla popolazione locale.

### Espulsione dei Gesuiti
Caduto in disgrazia il marchese di Squillace, il re si appoggiò a riformatori spagnoli, come Pedro Rodriguez Campomanes, il conte di Aranda o il conte di Floridablanca.
Campomanes, in primo luogo, istituì una commissione d'inchiesta per indagare se la rivolta avesse avuto dei mandanti individuandoli poi nei Gesuiti, motivando la sua affermazione con i seguenti capi d'accusa:
- La loro grande ricchezza.
- Il controllo sulle nomine e sulla politica della chiesa.
- Il sostegno al papa.
- La fedeltà al marchese di Ensenada.
- La partecipazione negli affari del Paraguay.
- Il loro intervento nella rivolta manifestatosi nei volantini di incitamento.

A seguito di ciò, nonostante le proteste di forti settori dell'aristocrazia e del clero, un decreto reale del 27 febbraio del 1767 imponeva ai funzionari locali il sequestro dei beni della compagnia di Gesù e di disporre la loro espulsione.

### Riforme

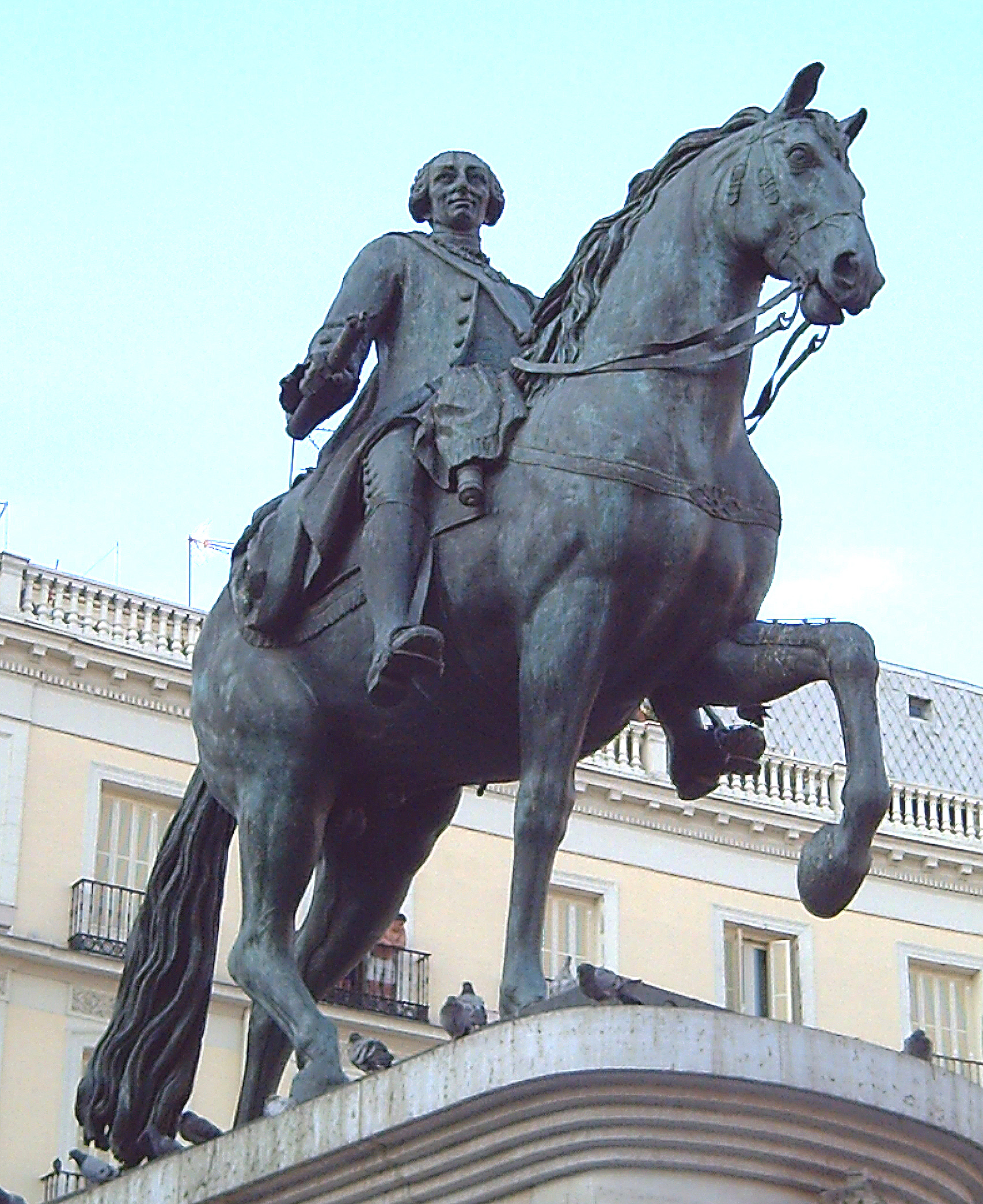
Statua equestre di Carlo III presso Puerta del Sol a Madrid.

L'espulsione dei Gesuiti aveva, tuttavia, privato il paese di molti insegnanti e letterati generando un forte danno al sistema educativo iberico.
A tale scopo il Re ed i ministri incoraggiarono numerosi studiosi a trasferirsi nel paese mentre le ricchezze dei gesuiti, almeno in parte, furono usate allo scopo di incentivare la ricerca scientifica.
Nel 1770 furono istituiti a Madrid gli Estudios de San Isidro, una moderna scuola superiore allo scopo di servire da modello per future istituzioni mentre furono fondate numerose scuole di arti e mestieri, le odierne scuole professionali, allo scopo di garantire al ceto produttivo un'adeguata preparazione tecnica e ridurre il problema, sentito sin dai tempi di Filippo II della penuria di manodopera specializzata.
Anche l'università fu riorganizzata sul modello di quella di Salamanca in modo da incentivare gli studi scientifici e pratici rispetto a quelli umanistici.
Dopo l'istruzione, la spinta riformatrice investì l'agricoltura, ancora legata al latifondo; José de Gálvez e Campomanes, influenzati dalla fisiocrazia incentrarono la propria attività sulla promozione delle colture e sulla necessità di una più equa ripartizione della proprietà fondiaria.
Per incentivare le attività agricole furono costituite le Sociedades Económicas de Amigos del País mentre fu ridotto il potere della mesta, la corporazione dei pastori transumanti.
Nel 1787, Campomanes redasse un programma, finanziato dallo stato, di ripopolamento delle zone disabitate della Sierra Morena, della valle del Guadalquivir con la costruzione di nuovi villaggi ed opere pubbliche sotto la supervisione di Pablo de Olavide il quale garantì anche l'apporto di manodopera tedesca e fiamminga, ovviamente cattolica per promuovere l'agricoltura e l'industria in un'area disabitata e minacciata da banditismo.
Oltre a ciò si riorganizzò l'esercito coloniale mentre furono rafforzati gli arsenali navali.
Notevole fu, inoltre, la legislazione volta a promuovere il commercio, quali la defiscalizzazione delle nuove compagnie commerciali, la liberalizzazione del commercio con le colonie con conseguente abolizione del monopolio reale (1778), l'istituzione della Banca di San Carlos nel 1782, la costruzione del Canale Reale d'Aragona e i lavori alla rete stradale spagnola.

Distribuzione della popolazione Spagnola nel 1787 calcolata secondo le circoscrizioni provinciali attuali.

Nel 1787 fu indetto il censimento allo scopo di ridurre il deficit demografico e di incentivare l'aumento della natalità, oltre che per scopi fiscali in modo da garantire una maggiore efficienza nella riscossione e ridurre le frodi sulle dichiarazioni dei redditi e dei possessi tassabili.
Non fu particolarmente attivo sul piano legislativo anche se, su influenza di Beccaria, restrinse la pena di morte al solo codice militare ed abolì la tortura; non riuscì ad abolire del tutto l'Inquisizione Spagnola ma comunque impose limiti tali da renderla di fatto quasi inoperosa.
Infine fu notevole, anche se eccessivamente ambizioso, il piano di sviluppo delle attività manifatturiere, in particolar modo beni pregiati come le Porcellane del Buen Retiro, le vetrerie del palazzo reale de la Granja e le argenterie Martinez.
Tuttavia né questo né le camere di commercio riuscirono a stimolare, salvo che nelle Asturie e nelle regioni costiere, in primo luogo in Catalogna, altre attività sussidiarie anche se la produzione di lana lavorata conobbe un certo incremento.

### Sindaco di Madrid
Particolari cure e preoccupazioni ebbe Carlo III per la città di Madrid di cui curò il servizio di illuminazione, di raccolta dei rifiuti e le fognature.
Fu stimolato lo sviluppo della città con un piano regolatore razionale, costruiti numerosi viali e parchi pubblici, il giardino botanico, L'ospedale San Carlo (ora Museo Maria Sofia) e la costruzione del Prado che intendeva destinare come museo della storia naturale.
Tale attività lo rese particolarmente popolare presso i Madrileni tanto da meritare il nomignolo di el Mejor Alcalde de Madrid ("il miglior sindaco di Madrid").

## Società spagnola

### Nobiltà
Diminuita nel numero a seguito dell'esclusione della piccola nobiltà dal censimento, per volere espresso del re, rappresentava il 4 % della popolazione totale.
Tuttavia, per quanto ridotta nel numero, intatto era il suo potere economico garantito anche da frequenti matrimoni all'interno dello stesso ceto, usanza che riduceva la dispersione dei beni.
Nel 1783, allo scopo di rafforzare la posizione economica dell'aristocrazia, un decreto riconobbe la possibilità anche all'aristocrazia di dedicarsi al lavoro manuale, mentre la concessione di numerosi titoli da parte di Filippo V e dello stesso Carlo III oltre che alla fondazione dell'ordine militare di Carlo III, ne garantì il primato sociale, a compenso dell'abolizione di numerosi privilegi fiscali.

### Clero
Sebbene costituisse il 2% della popolazione, secondo il Catasto Ensenada possedeva il settimo dei seminativi della Castiglia e un decimo del bestiame mentre il ricavo degli affitti immobiliari, la riscossione delle decime, le donazioni, garantivano cospicui introiti. La diocesi era la più ricca di Toledo, con un reddito annuo di 3,5 milioni di reali.

### Terzo Stato
Costituiva la restante parte della popolazione: era principalmente composto da contadini, le cui condizioni migliorarono a seguito di una maggiore stabilità politica ed economica, cui timidamente si aggiungeva un nucleo di manodopera operaia.
Assai importanti erano, inoltre, gli artigiani il cui salari, secondo il catasto, rappresentavano oltre il 15 % della ricchezza totale ed un ristretto ceto di borghesi composto da mercanti, funzionari, commercianti e proprietari di manifatture, legati alle istanze illuministiche e particolarmente influenti nella capitale, a Cadice, a Barcellona e nei Paesi Baschi.

### Gitani
A seguito del fallimento della Gran Redada del 1749, divenne problematica la situazione del popolo dei Gitani.
Varie iniziative legislative, culminate in una prammatica regia del 19 settembre 1783, tentarono di promuoverne l'assimilazione pacifica, vietando di utilizzare le parole gitano o castellano novo, sentite come offensive; concedendo loro libertà di residenza, salvo che presso la Corte; e proibendo le discriminazioni professionali.
Accanto a tali iniziative, furono banditi l'uso delle vesti, la vita nomade e l'impiego della lingua, stabilendo come sanzione la marchiatura a fuoco sulla schiena in caso di primo arresto e, in caso di secondo fermo, la pena capitale; i minori di dieci anni venivano separati dalle famiglie ed educati presso apposite strutture.

## Carlo III e i simboli nazionali spagnoli
Il 3 settembre 1770 Carlo III dichiarò la Marcha Granadera marcia d'onore, ufficializzandone l'uso nelle occasioni solenni. È stata da allora utilizzata de facto come inno nazionale della Spagna, a eccezione del breve periodo della seconda repubblica (1931-1939).
Si deve a Carlo III anche la paternità dell'attuale bandiera spagnola, la rojigualda (letteralmente "rosso-giallo"), i cui colori e il disegno derivano da quelli del pabellón de la marina de guerra, bandiera della marina militare introdotta dal re il 28 maggio 1785. Fino ad allora sulle navi da guerra spagnole aveva sventolato il tradizionale vessillo bianco borbonico con lo stemma del sovrano, sostituito perché difficilmente distinguibile dalle bandiere degli altri regni borbonici.

## Discendenza
Da Maria Amalia di Sassonia, sua unica moglie, Carlo ebbe tredici figli, di cui sette raggiunsero l'età adulta, mentre uno morì adolescente. Nacquero tutti in Italia.
- Maria Isabella (6 settembre 1740 - 1 novembre 1742);
- Maria Giuseppina (20 gennaio 1742 - 3 aprile 1742);
- Maria Isabella Anna (30 aprile 1743 - 5 marzo 1749);
- Maria Giuseppina Carmela (6 luglio 1744 - 8 dicembre 1801). Rimase nubile vivendo alla corte del fratello Carlo IV;
- Maria Luisa (24 novembre 1745 - 15 maggio 1792). Sposò il granduca di Toscana e poi imperatore del Sacro Romano Impero Leopoldo II d'Asburgo-Lorena;
- Filippo (13 giugno 1747 - 19 settembre 1777). Insignito alla nascita del titolo di duca di Calabria, fu successivamente escluso dalla successione per incapacità mentale;
- Carlo IV (11 novembre 1748 - 20 gennaio 1819). Alla morte del padre divenne re di Spagna, continuando il ramo spagnolo dei Borbone. Sposò sua cugina Maria Luisa di Borbone-Parma;
- Maria Teresa (29 novembre 1749 - 29 aprile 1750);
- Ferdinando I (12 gennaio 1751 - 4 gennaio 1825). In seguito all'ascesa di suo padre al trono spagnolo, continuò il ramo napoletano della dinastia diventando re di Napoli col nome di Ferdinando IV e re di Sicilia col nome di Ferdinando III. Nel 1816 unificò i due regni nel Regno delle Due Sicilie ed assunse il nome di Ferdinando I. Sposò l'arciduchessa Maria Carolina d'Asburgo-Lorena;
- Gabriele (11 maggio 1752 - 23 novembre 1788). Sposò Maria Anna Vittoria di Braganza, figlia dei sovrani Maria I e Pietro III del Portogallo;
- Maria Anna (3 luglio 1754 - 11 maggio 1755);
- Antonio Pasquale (31 dicembre 1755 - 20 aprile 1817). Sposò una delle figlie di suo fratello Carlo IV, sua nipote Maria Amalia;
- Francesco Saverio (7 febbraio 1757 - 10 aprile 1771), morì di vaiolo a 14 anni.

Il sovrano rimase sempre fedele alla consorte, condotta insolita in un'epoca in cui nelle corti l'amore era percepito principalmente come uno svago extramatrimoniale. Charles de Brosses, in visita a Napoli, circa il suo affetto per la moglie scrisse: «Ho notato che non vi è letto nella camera del re, tanto puntuale egli è ad andare a dormire nella camera della regina. Senza dubbio questo è un bell'esempio di assiduità coniugale». Osservò una rigorosa castità anche quando nel 1760 la prematura morte della regina lo lasciò vedovo a soli quarantaquattro anni. Nonostante tutte le corti europee sperassero in un suo secondo matrimonio, forte delle sue convinzioni religiose rispettò una rigorosa astinenza sessuale, resistendo a pressioni politiche, proposte di alleanza, e a tentativi di seduzione.

## Ascendenza
|                                |                     |                                     | Genitori                                  |  |  | Nonni |  |  | Bisnonni             |  |  | Trisnonni             |  |
|                                |                     |                                     |                                           |  |  |       |  |  | Luigi XIV di Francia |  |  | Luigi XIII di Francia |  |
|                                |                     |                                     |                                           |  |  |       |  |  | Luigi XIV di Francia |  |  | Luigi XIII di Francia |  |
|                                |                     | Anna d'Asburgo                      |                                           |  |  |       |  |  | Luigi XIV di Francia |  |  |                       |  |
| Luigi, il Gran Delfino         |                     |                                     |                                           |  |  |       |  |  | Luigi XIV di Francia |  |  |                       |  |
|                                |                     | Maria Teresa d'Asburgo              | Filippo IV di Spagna                      |  |  |       |  |  |                      |  |  |                       |  |
|                                |                     | Maria Teresa d'Asburgo              | Filippo IV di Spagna                      |  |  |       |  |  |                      |  |  |                       |  |
|                                |                     | Maria Teresa d'Asburgo              | Elisabetta di Borbone-Francia             |  |  |       |  |  |                      |  |  |                       |  |
| Filippo V di Spagna            |                     | Maria Teresa d'Asburgo              |                                           |  |  |       |  |  |                      |  |  |                       |  |
|                                |                     | Ferdinando Maria di Baviera         | Massimiliano I di Baviera                 |  |  |       |  |  |                      |  |  |                       |  |
|                                |                     | Ferdinando Maria di Baviera         | Massimiliano I di Baviera                 |  |  |       |  |  |                      |  |  |                       |  |
|                                |                     | Ferdinando Maria di Baviera         | Maria Anna d'Asburgo                      |  |  |       |  |  |                      |  |  |                       |  |
| Maria Anna Vittoria di Baviera |                     | Ferdinando Maria di Baviera         |                                           |  |  |       |  |  |                      |  |  |                       |  |
|                                |                     | Enrichetta Adelaide di Savoia       | Vittorio Amedeo I di Savoia               |  |  |       |  |  |                      |  |  |                       |  |
|                                |                     | Enrichetta Adelaide di Savoia       | Vittorio Amedeo I di Savoia               |  |  |       |  |  |                      |  |  |                       |  |
|                                |                     | Enrichetta Adelaide di Savoia       | Cristina di Borbone-Francia               |  |  |       |  |  |                      |  |  |                       |  |
| Carlo III                      |                     | Enrichetta Adelaide di Savoia       |                                           |  |  |       |  |  |                      |  |  |                       |  |
|                                | Ranuccio II Farnese | Odoardo I Farnese                   |                                           |  |  |       |  |  |                      |  |  |                       |  |
|                                | Ranuccio II Farnese | Odoardo I Farnese                   |                                           |  |  |       |  |  |                      |  |  |                       |  |
|                                | Ranuccio II Farnese | Margherita de' Medici               |                                           |  |  |       |  |  |                      |  |  |                       |  |
| Odoardo II Farnese             | Ranuccio II Farnese |                                     |                                           |  |  |       |  |  |                      |  |  |                       |  |
|                                |                     | Isabella d'Este                     | Francesco I d'Este                        |  |  |       |  |  |                      |  |  |                       |  |
|                                |                     | Isabella d'Este                     | Francesco I d'Este                        |  |  |       |  |  |                      |  |  |                       |  |
|                                |                     | Isabella d'Este                     | Maria Farnese                             |  |  |       |  |  |                      |  |  |                       |  |
| Elisabetta Farnese             |                     | Isabella d'Este                     |                                           |  |  |       |  |  |                      |  |  |                       |  |
|                                |                     | Filippo Guglielmo del Palatinato    | Volfango Guglielmo del Palatinato-Neuburg |  |  |       |  |  |                      |  |  |                       |  |
|                                |                     | Filippo Guglielmo del Palatinato    | Volfango Guglielmo del Palatinato-Neuburg |  |  |       |  |  |                      |  |  |                       |  |
|                                |                     | Filippo Guglielmo del Palatinato    | Maddalena di Baviera                      |  |  |       |  |  |                      |  |  |                       |  |
| Dorotea Sofia di Neuburg       |                     | Filippo Guglielmo del Palatinato    |                                           |  |  |       |  |  |                      |  |  |                       |  |
|                                |                     | Elisabetta Amalia d'Assia-Darmstadt | Giorgio II d'Assia-Darmstadt              |  |  |       |  |  |                      |  |  |                       |  |
|                                |                     | Elisabetta Amalia d'Assia-Darmstadt | Giorgio II d'Assia-Darmstadt              |  |  |       |  |  |                      |  |  |                       |  |
|                                |                     | Elisabetta Amalia d'Assia-Darmstadt | Sofia Eleonora di Sassonia                |  |  |       |  |  |                      |  |  |                       |  |
|                                |                     | Elisabetta Amalia d'Assia-Darmstadt |                                           |  |  |       |  |  |                      |  |  |                       |  |